# Grafiti

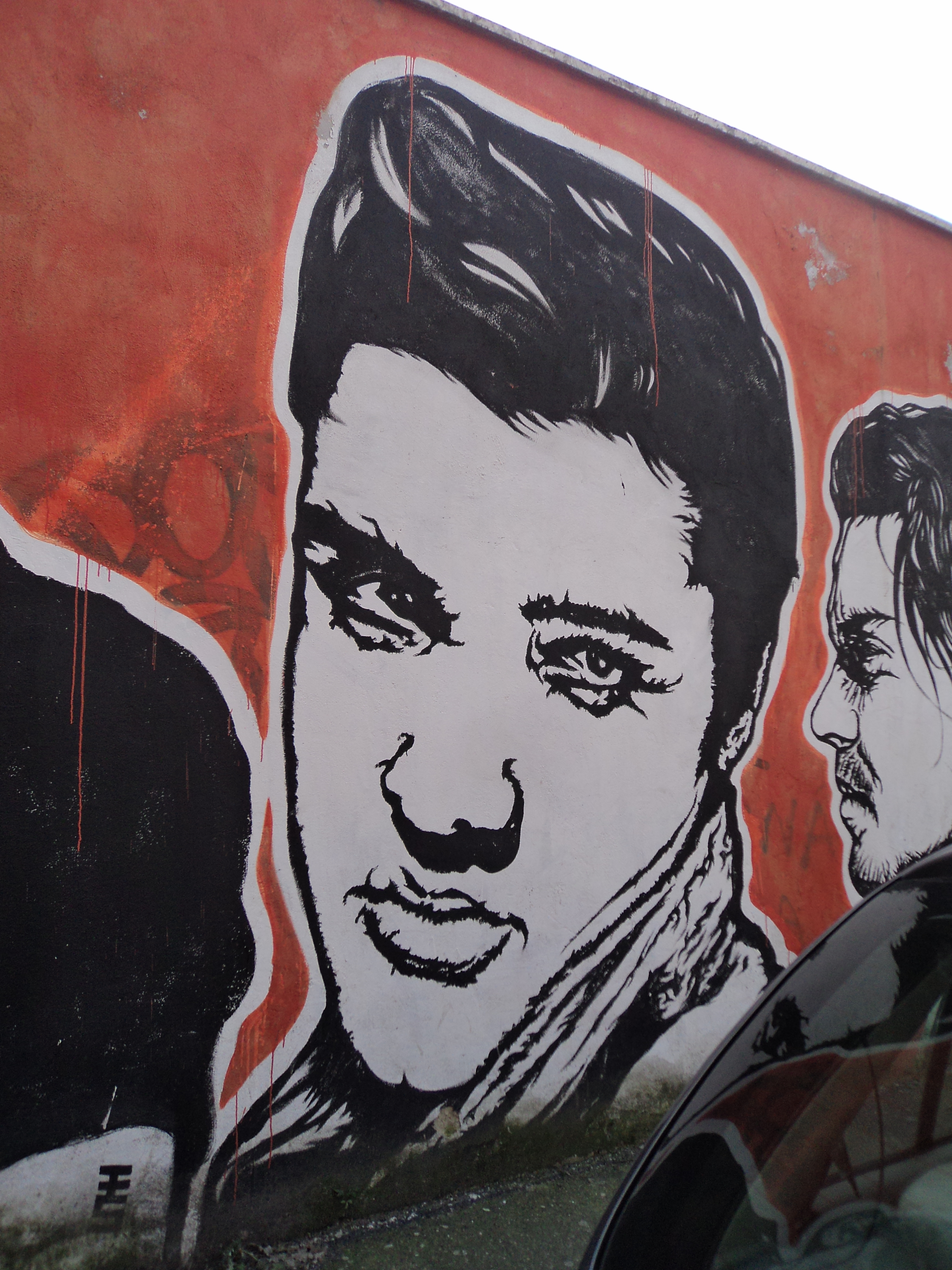
Graffiti de Elvis Presley

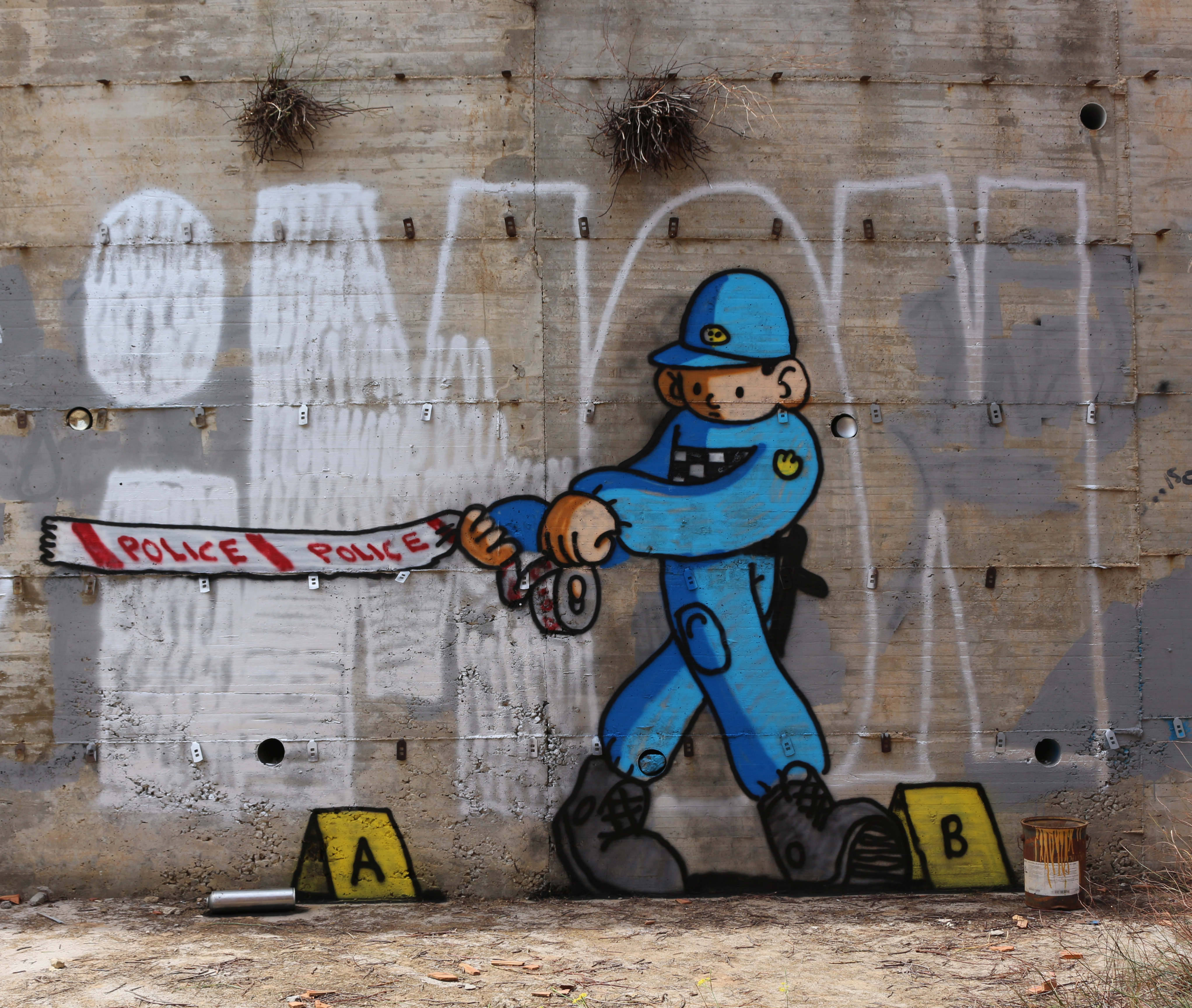
Graffiti del artista Imon Boy

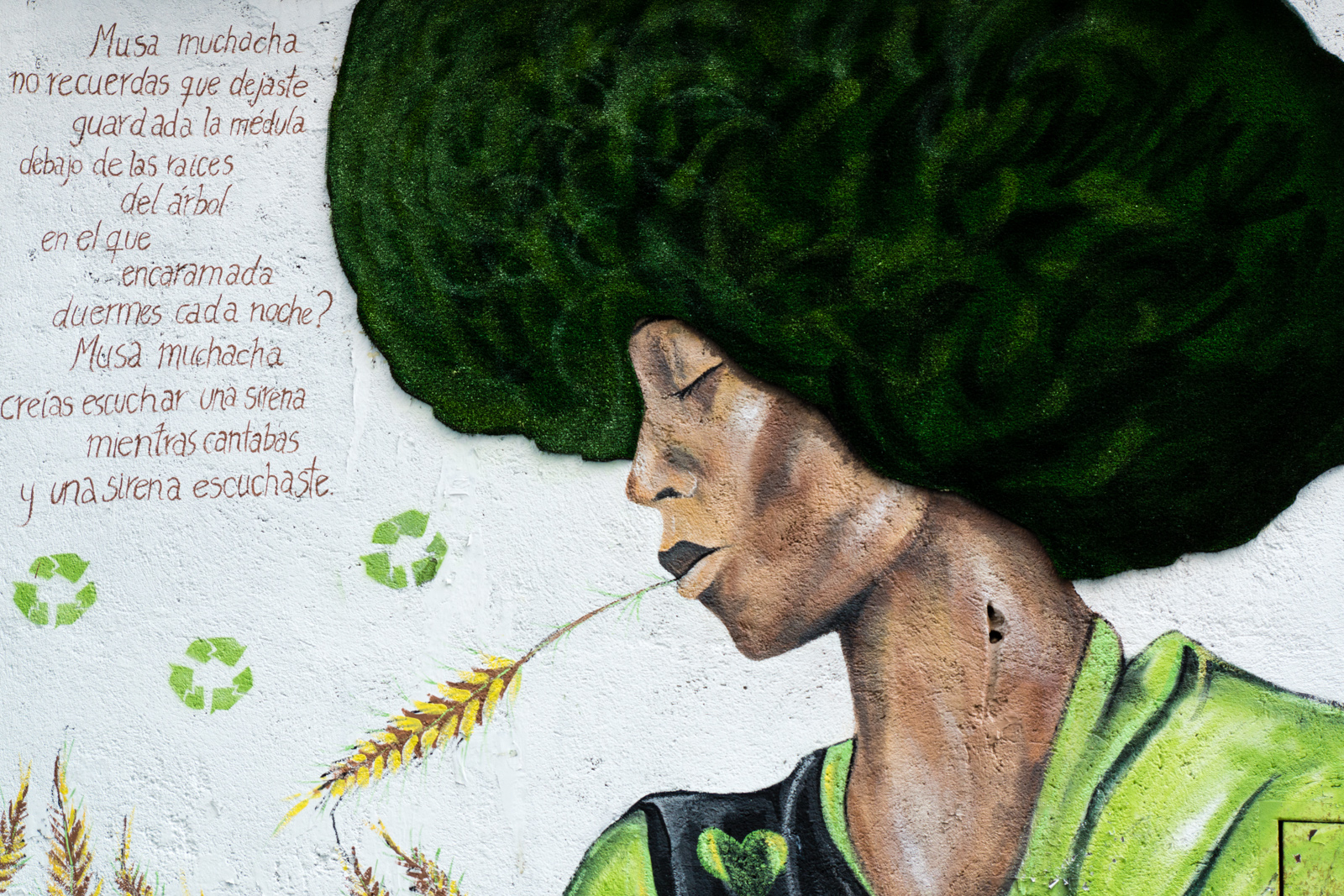
Grafiti en Vigo, España.

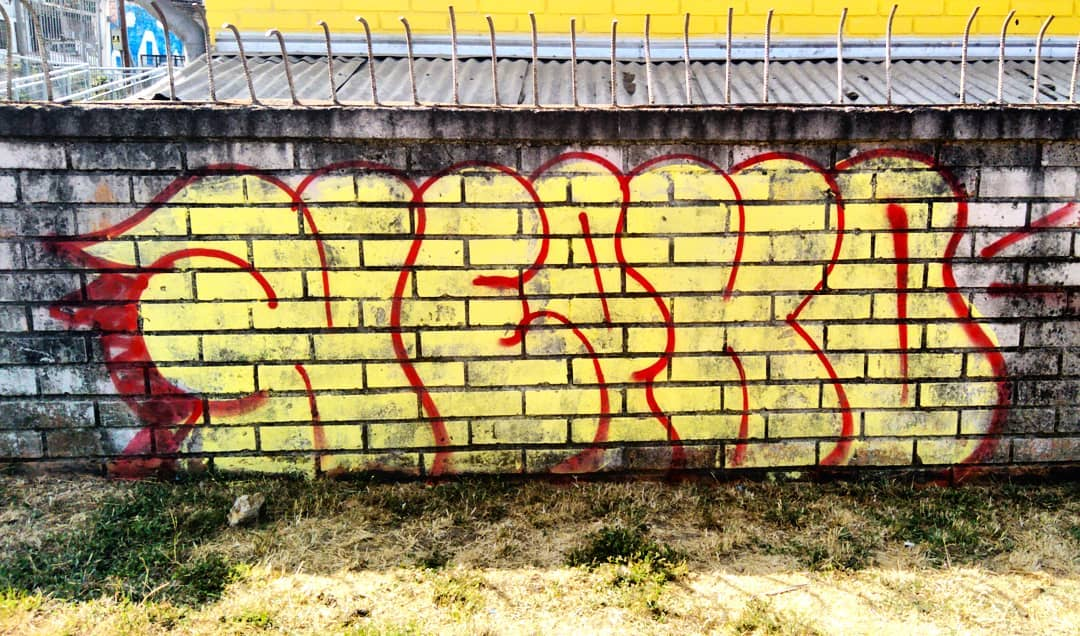
Grafiti sencillo en una pared en Penco, Chile (2020).

Se llama grafiti, grafito o pintada (las dos primeras del italiano graffiti, graffire, y esta a su vez del latín scariphare, «incidir con el scariphus» —estilete o punzón, con el que los antiguos escribían sobre tablas—) a una modalidad de pintura libre, destacada por su ilegalidad, generalmente realizada en espacios urbanos. Su origen se remonta a las inscripciones que han quedado en paredes desde los tiempos del Imperio romano, especialmente las que son de carácter satírico o crítico. Para denominar estas inscripciones de época arqueológica es más frecuente el uso de la palabra «grafito».

## Características
En el lenguaje común el grafiti es el resultado de pintar textos en las paredes con fines de expresión y divulgación donde su esencia es cambiar y evolucionar; buscando ser un atractivo visual de alto impacto para la sociedad, como parte de un movimiento urbano revolucionario y rebelde. Es uno de los cuatro elementos que forma parte de la cultura hip hop.

## Origen y variantes del término

Grafiti en una calle de La Plata, Argentina.

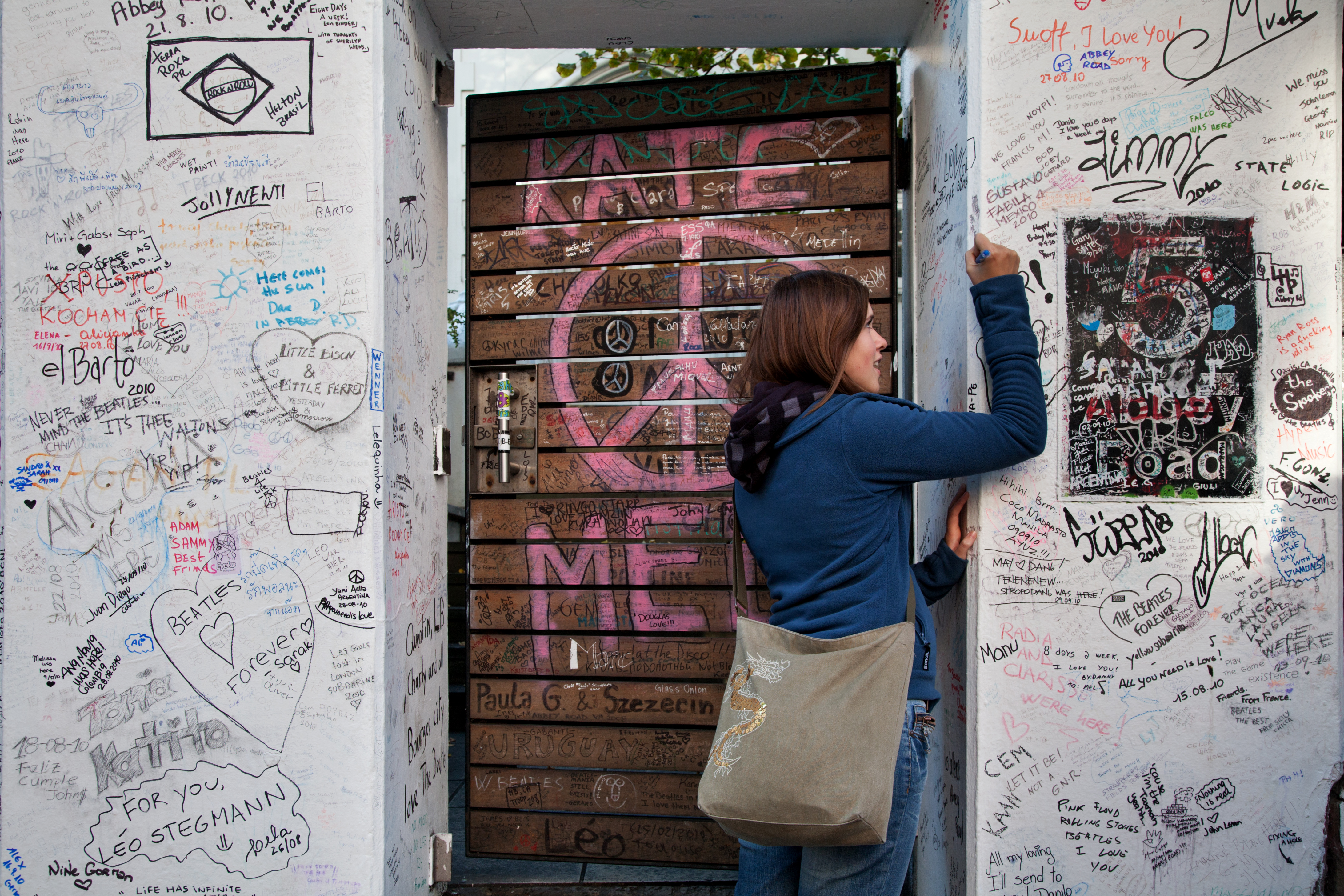
Pared con aerosol en Londres.

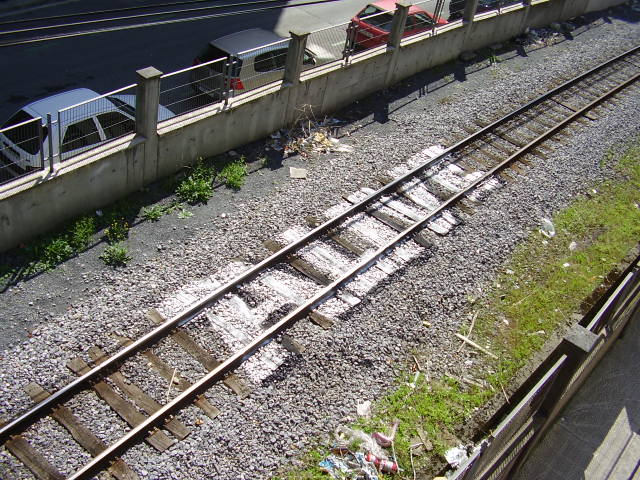
Grafiti en las vías de tren en Bilbao, España.

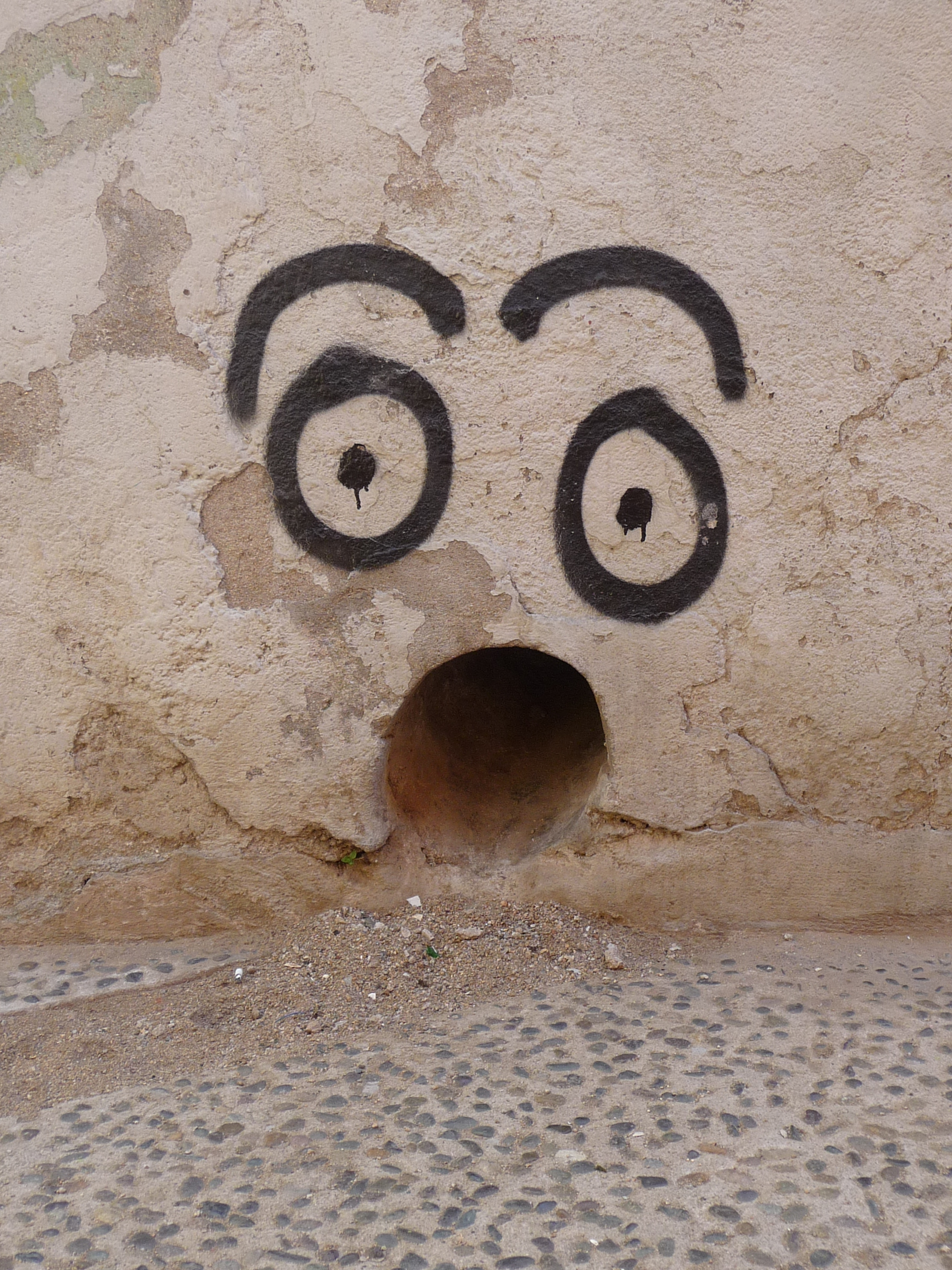
Grafiti en Valparaíso, Chile.

Es un término que proviene del italiano graffiti, plural de graffito, que significa ‘marca o inscripción hecha rascando o rayando un muro’ y del mismo modo arqueólogos y epigrafistas llaman a las inscripciones espontáneas que han quedado en las paredes desde tiempos del Imperio romano. El arqueólogo Raffaele Garrucci divulgó el término en medios académicos internacionales a mediados del siglo XIX, el neologismo se popularizó y pasó al inglés coloquial al usarse en periódicos neoyorquinos en los años setenta.
Por influencia de la cultura estadounidense, el término se popularizó en otros idiomas, entre ellos el español. Curiosamente, aunque el término grafiti ha pasado a muchas lenguas, en italiano se emplea el término de origen inglés writing para referirse a los grafitos de estilo Hip-Hop, ya que usan el término grafiti para su uso en el sentido original.
Entre los hispanohablantes es habitual oír grafitis en plural, porque aunque en la lengua de origen el término ya esté en plural, no se considera de este modo el calco.
El Diccionario panhispánico de dudas de la Real Academia Española recomienda el uso de la palabra grafito. Admite como válido el uso de grafiti en singular, y de grafitis en plural, aunque recomienda usar la palabra «grafito» y «grafitos» para su plural, que son las versiones españolizadas de graffito y graffiti, respectivamente. Recomienda también que, cuando se trate de un texto o dibujo pintado y no rascado ni inciso, se utilice el término «pintada».
Sin embargo los propios grafiteros, además de muchas de las referencias editoriales, los medios de comunicación, páginas web, y revistas especializadas utilizan la acepción italiana graffiti para referirse al grafito tanto en su acepción de movimiento cultural y artístico, así como a las propias pintadas.

Grafiti en Lima, Perú, 2016.

La costumbre de escribir el propio nombre en propiedades y lugares públicos es antiquísima. En arqueología se utiliza el término «grafito» o graffiti (del italiano) para referirse a este tipo de inscripciones realizadas sobre muros, generalmente estucados, así como a los letreros arañados sobre cerámicas (habitualmente para marcar la propiedad). No se refiere a las realizadas por el autor de un monumento, sino a las que otros hacen posteriormente sobre el edificio acabado. Por ejemplo, las paredes de mazmorras y prisiones muestran los mensajes, dibujos y calendarios realizados por los presos.

## Historia

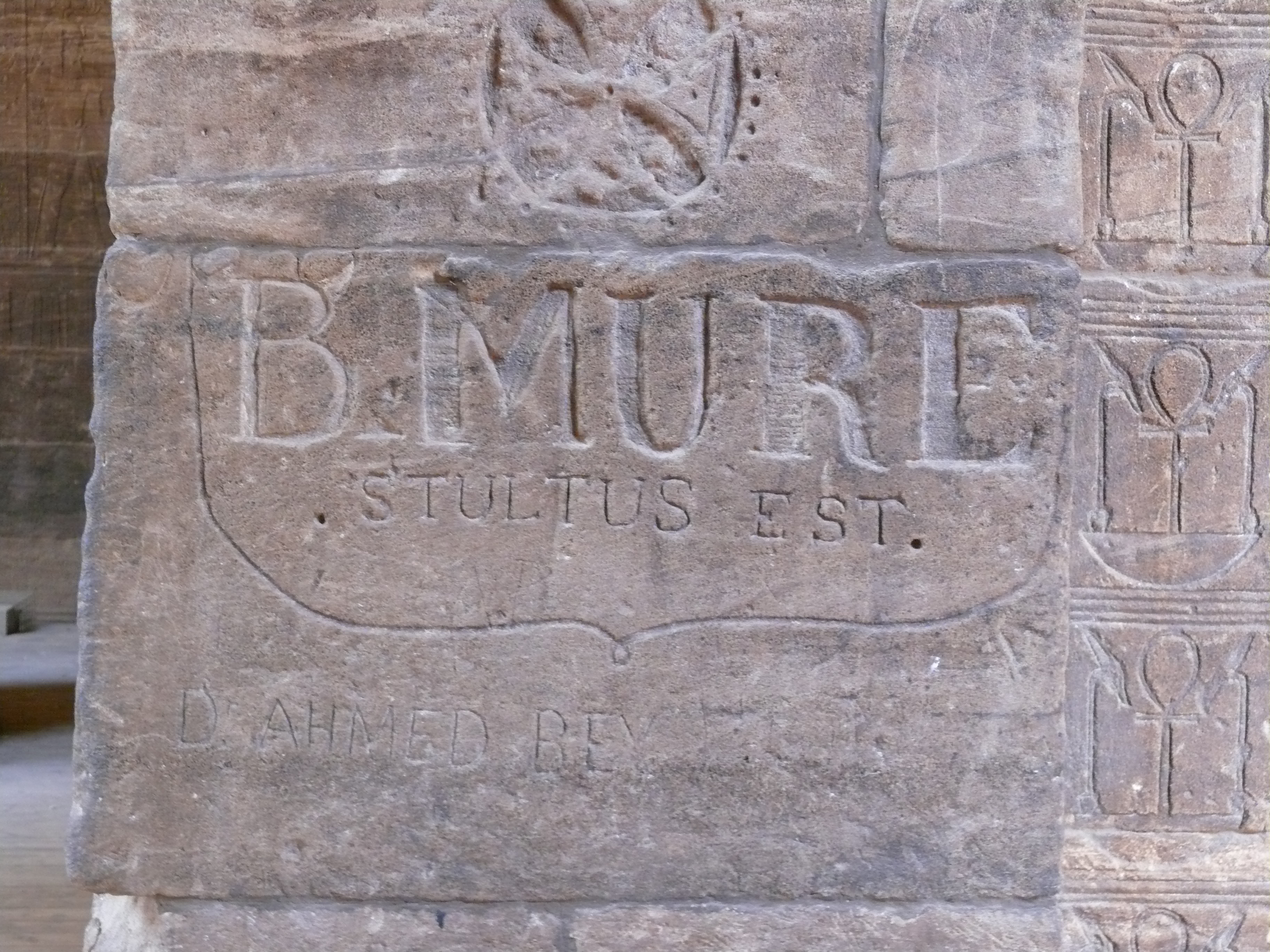
Inscripciones del siglo XIX en el templo de File, Egipto:
"B.MURE STULTUS EST".

Entre los romanos estaba acentuada la costumbre de la escritura ocasional sobre muros y columnas, esgrafiada y pintada, y se han encontrado múltiples inscripciones en latín vulgar: consignas políticas, insultos, declaraciones de amor, etc; junto a un amplio repertorio de caricaturas y dibujos en lugares menos afectados por la erosión, como en cuevas-santuario, en muros enterrados, en las catacumbas de Roma o en las ruinas de Pompeya y Herculano, donde quedaron protegidos por la ceniza volcánica. De época moderna se conocen también ejemplos, hechos por marineros y piratas que en sus viajes, al pisar tierra, dejaban sus iniciales o sus seudónimos marcados sobre las piedras o grutas, quemando un trozo de corcho.

### Pompeya y Herculano
Las antiguas ciudades de Pompeya y Herculano tienen una gran importancia en el estudio de la evolución del grafiti  desde la perspectiva epigráfica debido a que encontramos evidencia del uso de los muros y columnas que de forma escrita expresan mensajes de distintas temáticas: política, amorosa, etc. Estas incriptiones parietariae (inscripciones en las paredes) fueron conservadas gracias a la ceniza producto de la erupción volcánica del Vesubio en el año 79 d. C.
Principalmente hay dos tipos de incriptiones parietariae principales: 
a) Los tituli picti o pintadas, llamados también dipinti, son inscripciones realizadas con pinceles y pintura, con el rojo y el negro como los colores más utilizados; están escritas con una tipografía capital rústica, más simple que la capital cuadrada (tipografía principal de la Roma Imperial), y sigue teniendo una cierta estructura formal. Están asociadas a temas de carácter oficial, sobre todo el propagandístico, esto se refleja en los carteles electorales   (programmata), que informan sobre candidatos a puestos políticos, y los anuncios de juegos de gladiadores (edicta munerum), que hacían referencia a los espectáculos celebrados en el anfiteatro, un aspecto de relevancia en la vida social romana.
Sin embargo, los tituli picti no están relegados a los temas oficiales. También se pueden encontrar anuncios de carácter más personal y cotidiano, por ejemplo: los relacionados con objetos perdidos, ofertas de alquiler de viviendas, prohibiciones e incluso declaraciones de amor. Todas estas inscripciones nos ayudan a comprender la cosmovisión de la vida diaria de los pompeyanos, pues la expresión en los muros al igual que en nuestros tiempos reflejan los deseos, necesidades y aspectos pertinentes a la población local.
b) Grafitos, constituyen la mayor parte de las inscripciones encontradas en Pompeya y Herculano, hay alrededor de 5000 ejemplos entre ambas ciudades. Un factor diferenciador es que los grafitos son inscripciones realizadas con un punzón o algún otro objeto punzante sobre la superficie de las paredes, como consecuencia tienen una apariencia menos formal y más rudimentaria.
Los temas principales de los grafitos son variados y abarcan distintos intereses. Por ejemplo: relacionados con los alumnos de las escuelas que dejaban mensajes o dibujos en las paredes de los lugares de estudio. Otros se refieren a gladiadores, destacando luchadores o eventos de combate en la arena famosos. Se encuentran con cierta regularidad declaraciones de amor, insultos o burlas, reflejando una mayor informalidad. También se tratan mensajes de menor trascendencia como recuerdos de paso   como una forma de dejar constancia de la presencia de alguien en un lugar, o bien breves comentarios que muestran la interacción social de las personas en espacios públicos.
El latín utilizado en los grafitos se caracteriza por ser generalmente coloquial y refleja la forma de expresión hablada en las calles reflejando el vocabulario de la población común el cual se diferencia de la formalidad de los textos literarios o las inscripciones oficiales.

#### Algunas pintadas famosas (1888 - década de 1950)

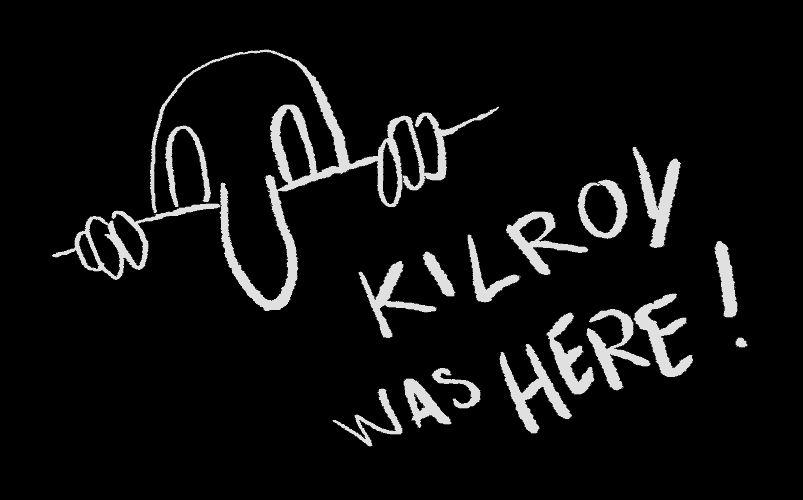
Típico dibujo de Kilroy.

Tras un asesinato cometido en Londres el 30 de septiembre de 1888, atribuido a Jack el Destripador, la policía encontró un trozo del delantal de la víctima ensangrentado en la calle Goulston. En la pared, la policía vio un grafiti escrito con sangre, que decía: «The Juwes are the men That Will not be Blamed for nothing». Se interpretó de varias maneras, sobre todo que la palabra Juwes era una versión incorrecta de Jews (‘judíos’), con lo que una traducción podría ser ‘Los judíos son los hombres que no serán culpados sin motivo’.
Temiendo que la inscripción pudiese aumentar el antisemitismo de gran parte de la población, el comisario de la policía metropolitana, Charles Warren, mandó a borrarla antes de que amaneciera. Varios agentes discreparon de esta orden, pues creían que el grafiti podría ser una pista en la investigación de los crímenes.
Cuando las tropas norteamericanas entraron en Túnez en la primavera de 1943 durante la Segunda Guerra Mundial, Campaña en África del Norte, vieron por primera vez el grafiti: Kilroy Was Here ("Kilroy estuvo aquí"). Tanto en sus avances por Italia como por Francia y finalmente Alemania volvieron a encontrar una y otra vez este grafiti. Nunca se supo nada sobre el autor, se cree que pertenecía a una unidad de Ohio. Después de la guerra, el nombre «Kilroy» se hizo sinónimo de grafito, y llegó a aparecer incluso sobre las cubiertas de los cuadernos de estudiantes. Casi siempre «Kilroy was here» muestra una cabeza y unas manos que se asoman sobre el borde de una valla. Esta figura es conocida como Chad en otros países.
En los años 1950, después de la muerte de Charlie Bird Parker, el gran músico de jazz, la canción «Bird Lives» (‘Bird vive’) se pintó en los muros de muchos clubes de jazz en los Estados Unidos, en particular en Nueva York; pero fue efímero, y seguramente no tuvo el impacto que había tenido Kilroy.

#### Aerosol moderno (1960-1970)
En 1960, Cornbread, de Filadelfia, junto con su socio "The Gasek", ayudó a definir el papel del grafiti (bombing) y el getting up que en parte tenía que ver con la fama. Cornbread comenzó a grafitear con firmas (tags) para llamar la atención de una chica que le gustó. Pronto se convirtió para él en una misión a tiempo completo; incluso se le otorgó una corona, que colocó en su tag. Las proezas de Cornbread pronto quedaron registradas en la prensa negra, y se creó un tipo de retroalimentación entre ambas: la prensa y Cornbread. Así cada tanto los periodistas sugerían una idea que realizaría Cornbread. Por ejemplo, alguien mencionó que sería fantástico que alguien pusiera un tag en el jet de The Jackson 5 cuando aterrizara en Filadelfia. Cornbread lo hizo y la prensa lo publicó. Hacia finales de los años '60 había nacido en Filadelfia una subcultura que tenía un estilo propio: letras largas con bases sobre el inferior. Años más tarde, cuando esto llegó a Nueva York, surgió el término Elegante Broadway. El único elemento que le hacía falta al movimiento de Filadelfia fue la relevancia del metro. Cornbread dejó de pintar en 1972.

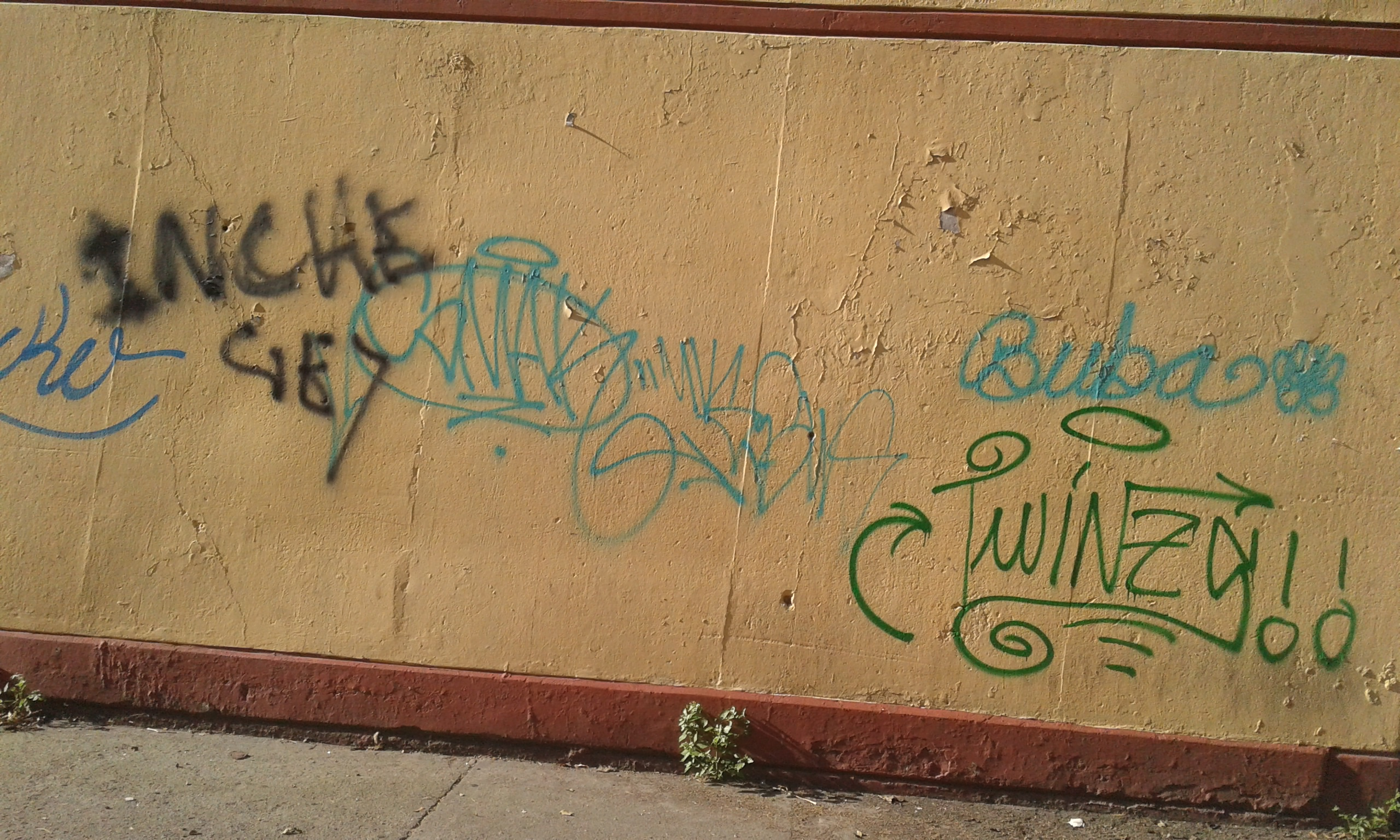
Muro lleno de Tags en Culhuacán, Coyoacán (Ciudad de México), 2019

A finales de los años '60, en 1967, aparecieron una explosión de nombres sobre edificios y paredes en todas partes de la ciudad, grupos de grafiteros tejían su camino por los lemas políticos que reflejaron el cambio social de una nación. El signo de la paz era seguramente ubicuo alrededor de recintos universitarios de colegio. La militancia negra fue vista con mensajes pintados con aerosol de: Free Huey ("Liberen a Huey") y Off Tha' Pig (‘abajo el cerdo’; en la jerga, «cerdo» significa ‘policía’). En la mayor parte de los barrios donde las vecindades eran de mayoría puertorriqueña, había banderas de esta nacionalidad pintadas por todas partes con la expresión; Viva Puerto Rico Libre.
En la primera generación de Nueva York, los grafiteros eran distintos en esto, ya que ellos asignaban un número al nombre que habían escogido. La mayor parte de los números reflejó la numeración de la calle en la que los autores vivían, por ejemplo: Taki 183, SEN TFK, Franquean 207, Tree 127, Julio 204, Cay 161, Junior 161, Eddie 181; eran todos los grafiteros del lado superior del oeste de Manhattan, en la mayor parte de historias del temprano grafiti en Nueva York.
En los otros distritos municipales por lo general se hicieron pequeños cambios, pero no hay que negar que Lee 163, del Bronx, y Undertaker Ash y Friendly Freddie, de Brooklyn y muchos otros han sido tan significativos como los de Manhattan.

#### Pioneros (1971-1975)

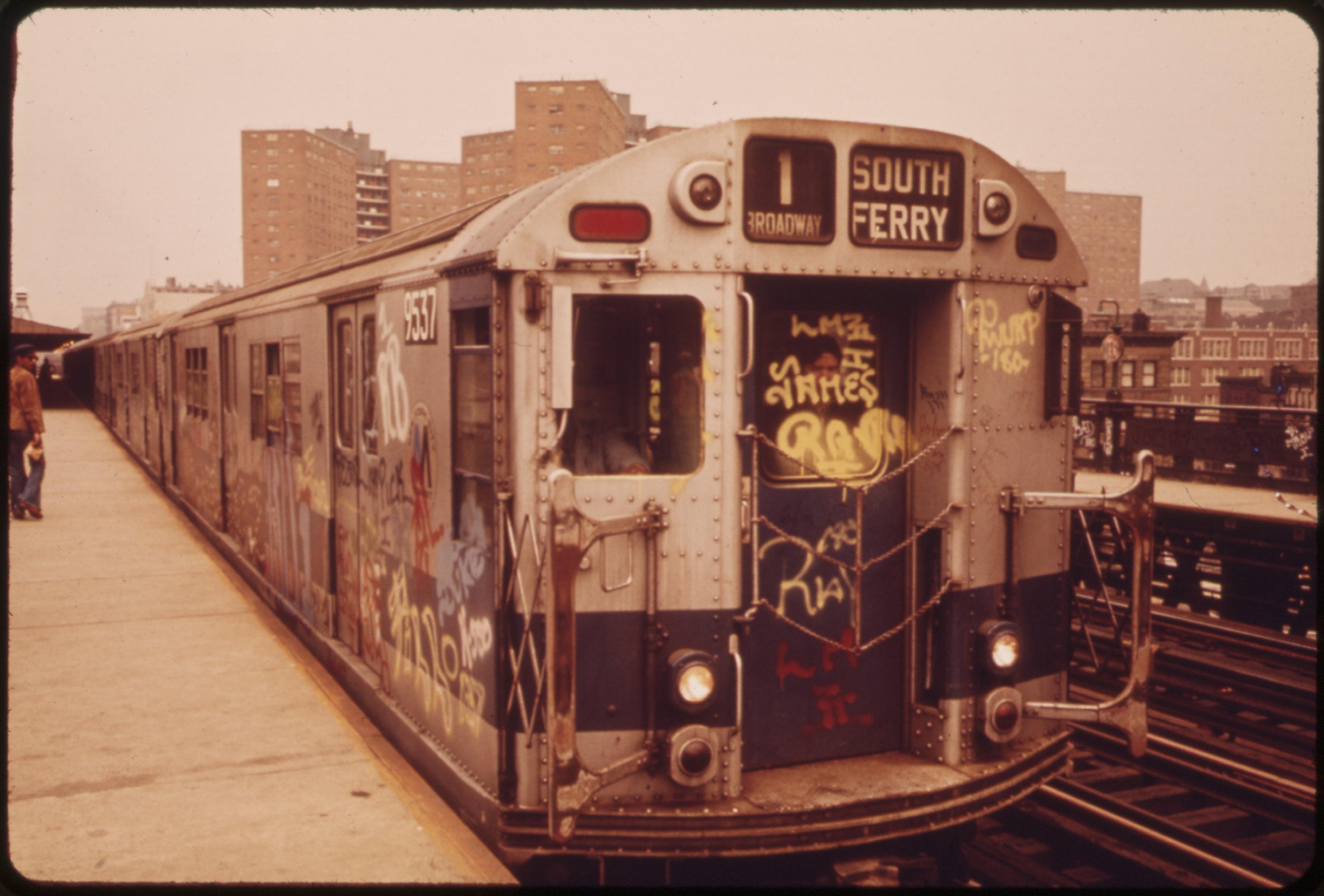
Grafiti en el metro de Nueva York, 1973.

El tiempo entre 1971 y 1975 se denomina el artista callejero Taki 183 entre otros más, quien fue referente al estilo de los demás artistas que surgieron a partir de sus obras en los metros.

#### Era Die Hard (1976-1988)
En 1976, vagones enteros hicieron un resurgimiento con Cliff 159, Blade, Noket 168, Kindu y otros que hacían sus nombres con los caracteres de cómic. Caine 1, grafitero prominente en la línea 7 con un gran número de whole cars a su nombre, decidido para pintar un tren, 10 vagones para el bicentenario. Roger, Chino 174, Dime 139, Tage, Flame 1 y otros pintaron cada lado de los 10 vagones. El tren era la ciudad; contaba la relación del odio del amor con la que intentaba desmontar el movimiento. Mientras Caine 1 terminaba el whole car, se cercioró de elegir el tren que pasaría por la estación del estadio de Yankees durante el segundo tiempo. La pieza comenzó a definir Nueva York y cuando emitieron el programa de Welcome Back Kotter en la televisión salió al aire.

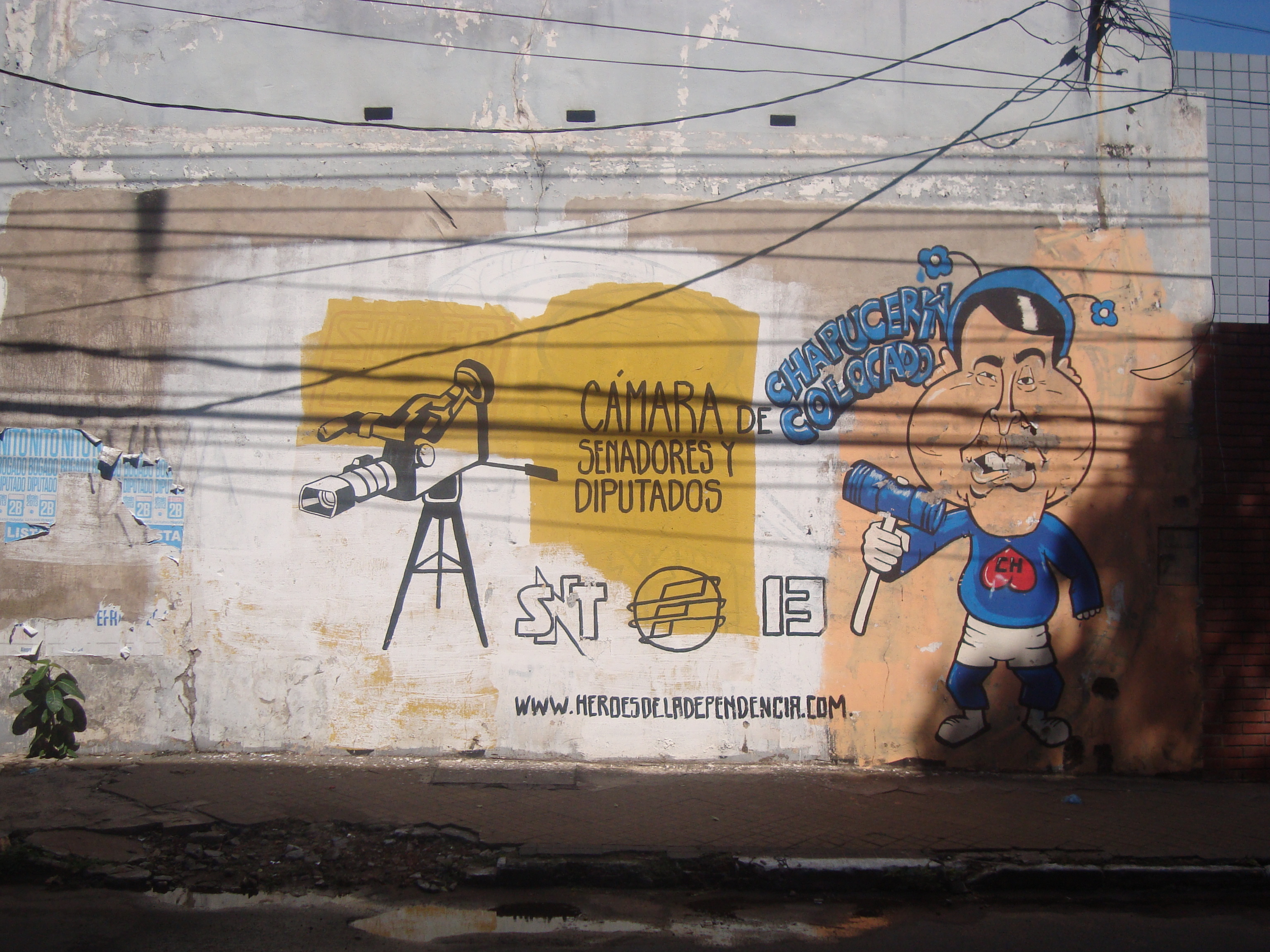
Grafiti en Asunción, Paraguay.

En 1977, la emisora de televisión ABC mostró cómo viajaban los trenes pintados por el metro de Nueva York, piezas de Diablo y Pnut 2. Lee y The Fabulous Five ganaban las opiniones de la gente favorables por sus whole cars, dibujando comparaciones con Blade. Entre los whole cars y los throwups comienza una nueva generación entera de los grafiteros que desearon conseguir de nuevo a las raíces del estilo y en noviembre de 1976 The Death Squad formada por Kool 131, Sr. Jink 174 y Chair 3 con Part siendo este último el primer miembro.
En un día de escuela se habían juntado una formación de los grafiteros que formarían los sistemas del deletreado por años siguientes. Sus influencias eran las viejas leyendas de la escuela como las cuales continuó escribiendo: Pel, Riff 170, y Tracy 168. La muerte del Solid 1 incitó uno de los vagones pintados más importantes de los años 70. Como Riff 170 explica: «Estaba jugando baloncesto cuando estos grafiteros que conocía se acercaron con las bolsas de la pintura, me preguntaron si quería ir con ellos a las cocheras, les dije que me había retirado. Entonces me dijeron que querían hacer un pieza para Solid 1 y sería mi último tren». Riff improvisó el contorno para el «Solid, Bot, Pone, la pieza entera de Riff». Es combinación del estilo y de los equipos inspirados en este juego como TDS, TMT, y Cia.

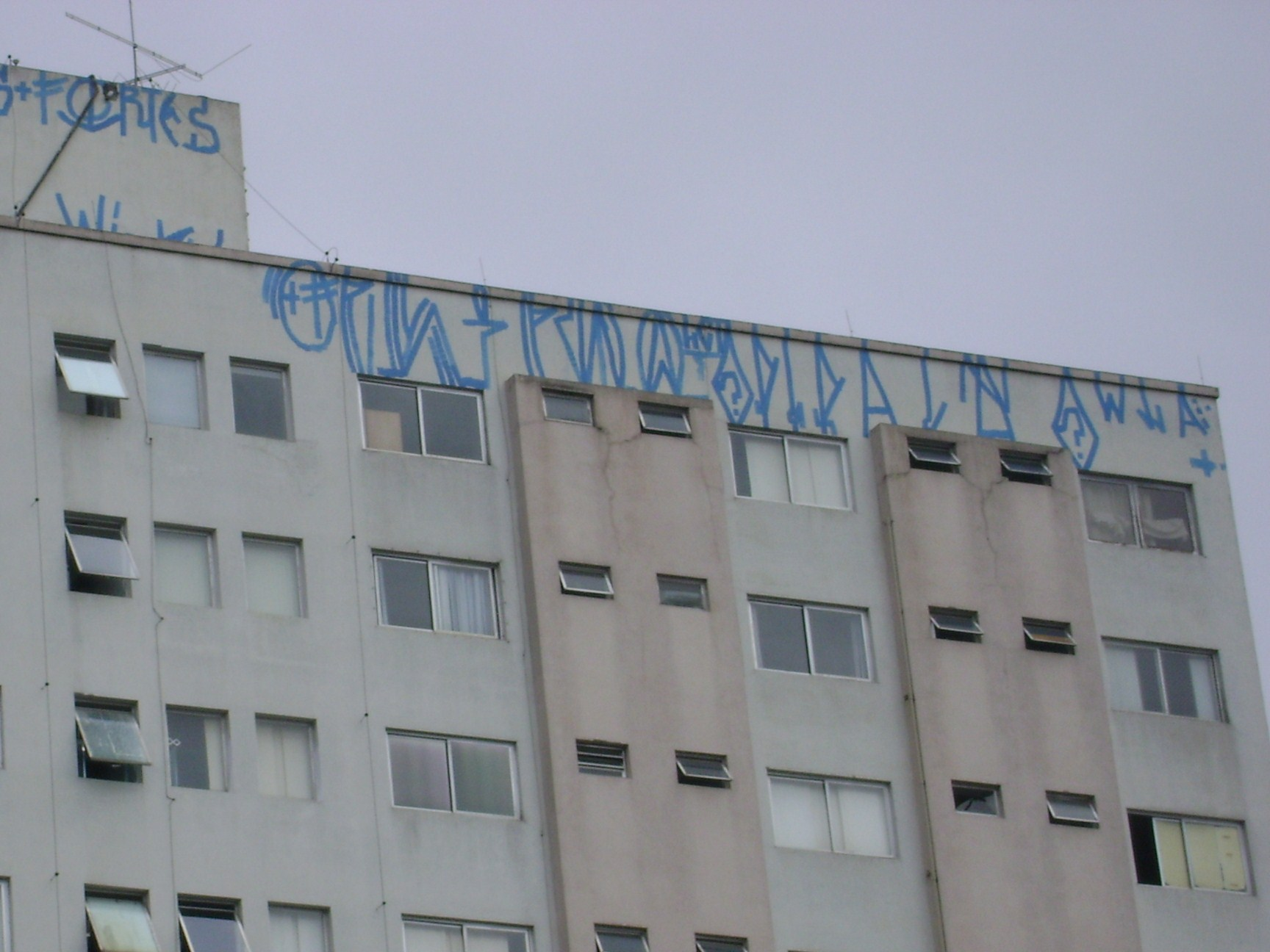
La pixação es una forma de aerosol aparecida en São Paulo, Brasil en los años 80 realizada por personas de las clases más desfavorecidas de la urbe. Posee una tipografía particular, de trazados angulosos y verticales que guardan cierta similitud con las runas. Es frecuente verla en lo alto de los edificios.

También vieron otra señal: entrenar con el gusano (forma de llamar a un Wholecar) de Doomsday de Lee. Mientras que la Blade había creado sus piezas conceptuales en 1974 y tenía su estilo propio, la visión única, la pieza de Doomsday de Lee se parecía pulsar un acorde resonante con los grafiteros y el público en general. Lee acababa de comenzar. Antes de finales de 1977, con la ayuda de TF5, él había pintado 10 trenes del número 5. De semejante de tentativa de Caine 1 el año antes de que el tren de Lee circulara junto.
En 1978 vio aparecer una nueva remesa de grafiteros de Broadway como: Part 1, Chain 3, Kool 131, Padre, ADrock, Fed 2, Tean, Joseph, Kade. Comenzó así la segunda guerra de estilos, a continuación aparecen grupos con gran calidad realizando piezas: TDS, TMT, UA, CIA, TSF, TMT, Mafia, y otros grafiteros como: Smily 149, Skull 2, Seen, Pjay, Duster, Dondi, NOC 167, COS 207, Zephyr, Repel, Flin Top, G-IZ, OE3, P13, SOE, PEO, Crime 79, Baby 168 y Babbid, entre muchos otros.
La Autoridad Metropolitana del Transporte de Nueva York comenzó su encarnizada lucha contra el grafiti. Se denominó a los grafiteros como buffs (entusiastas) y se comenzaron a tomar medidas tales como instalar nuevas vallas más sofisticadas en las cocheras de los vagones de metro, recubrir los vagones con pintura resistente (white elefant's) y aumentar la vigilancia, lo que provocó un descenso en el número y cantidad de los grafitis. Algunos grafiteros buscaron artimañas para seguir adelante en esta particular lucha. Otros buscaron otras alternativas, una de ellas fue la de cruzar el Atlántico rumbo a Europa, dando a conocer esta subcultura en el Viejo Continente (este hecho es uno de los componentes de la posterior difusión de esta cultura en el Viejo Mundo, aparte de otras, especialmente las favorecidas por los medios de comunicación). Aparte de la particular guerra con la MTA, apareció un factor antagonista y contribuyó también al declive del writing. El crack que se adueña de la Gran Manzana y por si fuera poco esta droga letal no vino sola, sino que trajo consigo todo lo que rodea a un mercado negro: violencia y dinero.
Fue una época en la que un arma de fuego era algo al alcance de cualquiera, esto de algún modo cambió la mentalidad y el espíritu de muchos. Se empezaron a promulgar leyes restringiendo la venta de pintura a los jóvenes, se obligaba a los vendedores a guardar la pintura bajo llave y se endurecieron las penas contra los grafiteros de grafiti. No bastó con tener a las autoridades en contra, sino que la propia sociedad e incluso los medios de comunicación (a través en muchos casos de campañas políticas) empezaron a volverse contra ellos. Surgieron brigadas e incluso asociaciones de vecinos antigrafiti que promovían campañas, carteles. Surgieron anuncios en televisión y en la prensa intentando tomar conciencia del mal que las pintadas producían en la sociedad. Todo esto hizo a los grafiteros mucho más territoriales y agresivos.

#### Era Movimiento Tren Limpio (1989-presente)

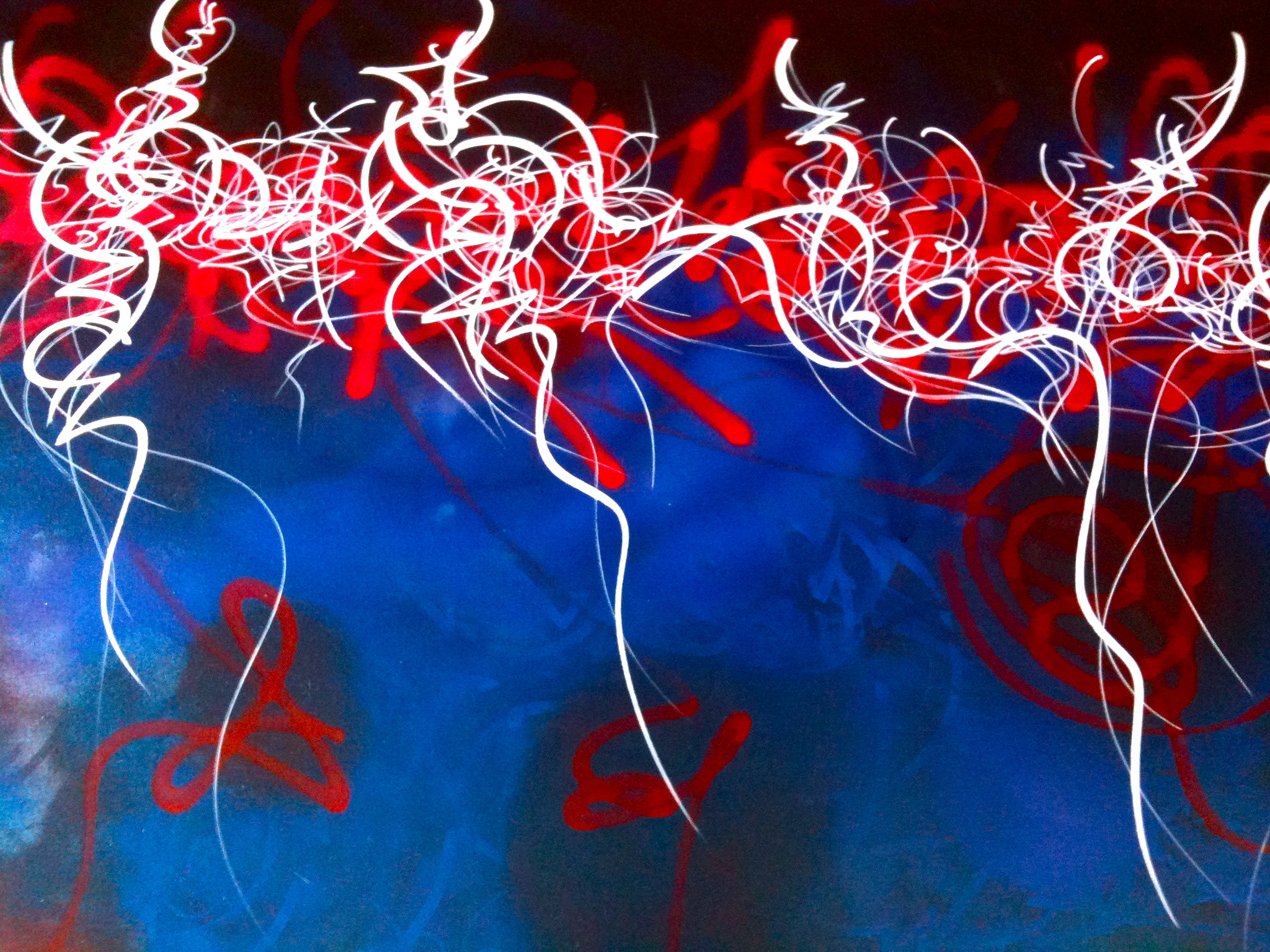
Pos aerosol: arabescos abstractos.

En 1989 el tránsito del metro de la Ciudad de Nueva York estaba básicamente limpio, excepto la 5ª línea en el Bronx y la J y LL líneas en Brooklyn. Muchos grafiteros se habían marchado y muy pocos continuaban pintando. Durante estos años, se vieron grupos como "RIS", "COD", "TC5", "AOK", que produjeron algunos whole cars. Hacia septiembre de 1989, el último tren fue limpiado lo que condujo a muchos grafiteros a marcharse debido a la severidad de las leyes y el tiempo de cárcel establecido. Independientemente de las nuevas leyes estrictas, muy pocos de los pintores siguieron el movimiento de pintada como: "Ket", "Ghost", "Dhako", "SAR", "Veefer", "Cav", "Min 1”, "Iz The Wiz", " kcht " y "Fuzz One".
Se denominó a aquella situación "Clean Train Movement" (El movimiento tren limpio). También fomentó la resurrección del writing de forma inconsciente el acto de que la MTA empezó a retirar vagones averiados a cocheras para chatarra en Brooklyn, lo que hizo que los apasionados del metro volvieran a la carga impulsados por la esperanza de revivir los viejos y mejores tiempos, o por el simple hecho de tener una foto con su pieza en un vagón de metro neoyorquino.
Con el crecimiento comercial de los videojuegos se ve el uso del grafiti en una manera positiva —por ejemplo, el juego Jet set Radio cuenta la historia de la opresión de una policía totalitaria que tiene como objetivo limitar la libertad de expresión de los grafiteros—.
En Marc Eckō's Getting Up: Contents Under Pressure se cuenta la historia de Trane, un grafitero sin experiencia que usa el grafiti y el tagging como una vía de protesta contra la corrupta y distópica ciudad de New Radius, en un futuro donde la libertad de expresión ha sido suprimida por un gobierno orwelliano.

## Géneros
Según Lynn, N y Lea J.S, el grafiti se forma a través del texto, el contenido y la opinión social; formando así una comunicación visual. Para esto existen 3 géneros de grafiti que se presentan a continuación:

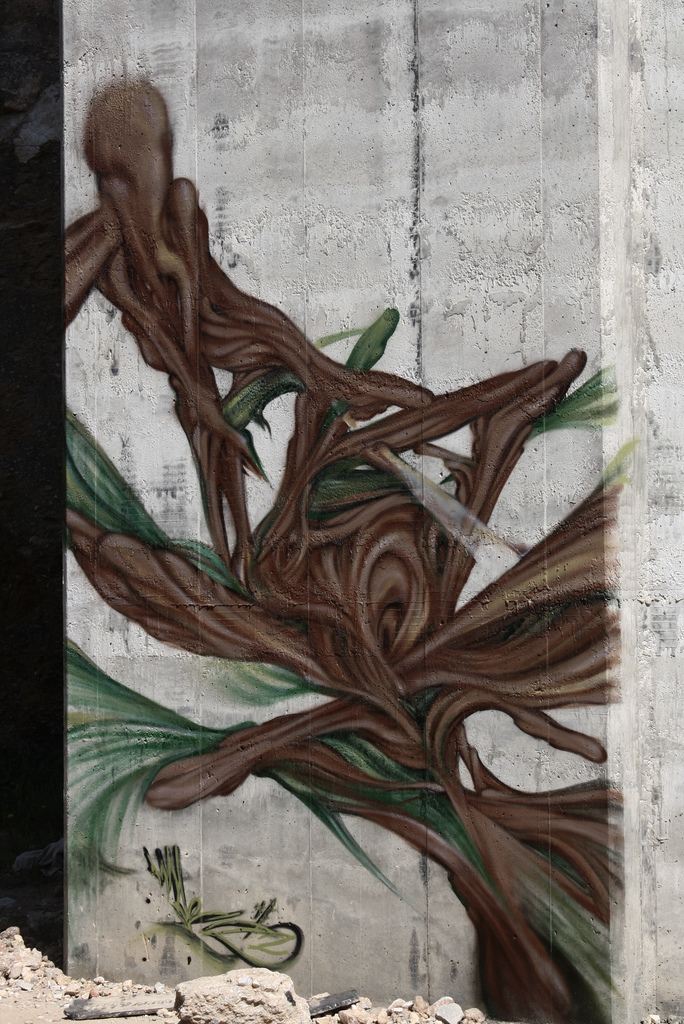
Pieza en Nerja, Málaga, en el pilar de un puente. Puede notarse una técnica de aerosol basada en difuminados y un estilo donde la lectura de las letras pasa a un segundo plano. Abajo a la izquierda la firma del autor.

- Art graffiti: Extraído de la música de las calles americana "hip-hop" de los 70 y 80. Los que trabajan en este género se llaman a sí mismos "escritores". Consiste en que el nombre del artista puede estar plasmado en tres distintas formas: 1) Tag: Escrito en un estilo único y personalizado utilizando un color, también puede entenderse como la firma del "escritor", 2) Throw-up: Comprende de letras, palabras o un listado de nombres, y se utilizan generalmente dos colores, y 3) Piece o Pieza: Que es el más elaborado, mínimo se utilizan tres colores y a veces se necesita de varios días para poder terminarlo completamente.

- Lemas: También llamado «grafiti público», Halsey and Youg dicen que los eslóganes parten de la opinión personal a través de la gama de los problemas políticos (preocupaciones ambientales, feminismo, políticas estatales, relaciones internacionales, etc.), pero todos comparten el hecho de querer expresar hacia la audiencia de forma natural, su manera de ver las cosas.

- Latrinalia: También llamado «grafiti privado». Es el tipo de grafiti que es hecho en los baños, es decir, en las paredes, puertas, espejos que se encuentran en los baños. Hay ocasiones que contiene dibujos, palabras, incluyendo poesía o reflexiones personales.

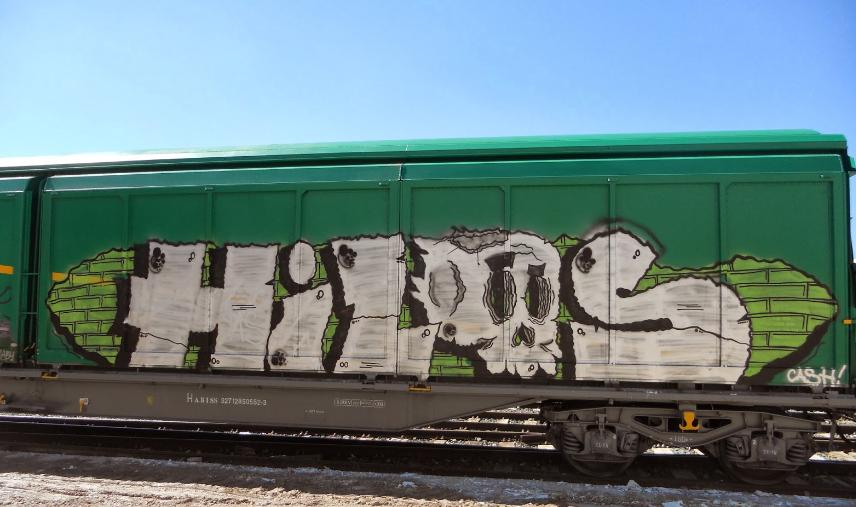
Pieza de Hilos, escritor de grafiti granadino (España).

### Tagging

Tag (en azul) y plantillazo (en negro) en Nueva York.

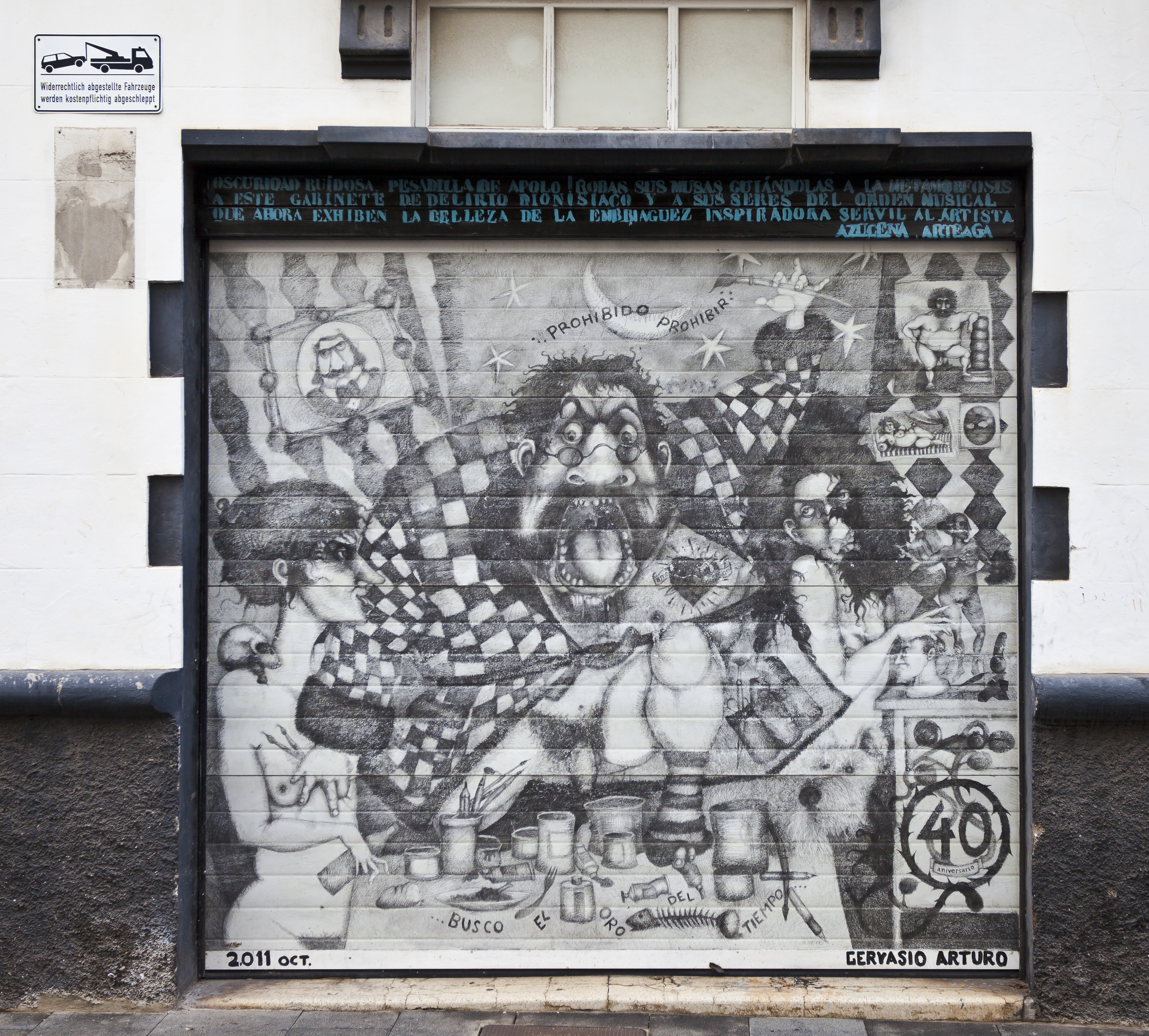
Grafiti en la calle Obispo Rey Redondo, San Cristóbal de La Laguna, Tenerife, España.

Un tag o tager ("etiqueta") prácticamente es una firma o un acrónimo de una persona o un grupo de personas, generalmente Crews. Para los tags con el nombre de la Crew se suelen utilizar abreviaturas o simplemente las siglas. Aunque un tag comprende mucho más que una simple firma; es una manera de expresar un propio estilo mediante un apodo o alias, pues en muchas partes del mundo el arte callejero es ilegal, y en muchos casos no se alcanza a concretar un grafiti en su totalidad, es allí cuando entra en utilidad el tag, una forma rápida y poco peligrosa de expresar un propio estilo al momento de «grafitear». Es así como se identifica un «grafitero».
Es muy fácil diferenciar un tag de una persona que lleva tiempo o que practica mucho del de otra que no sabe. No solo se trata de complejidad, sino de estilo.

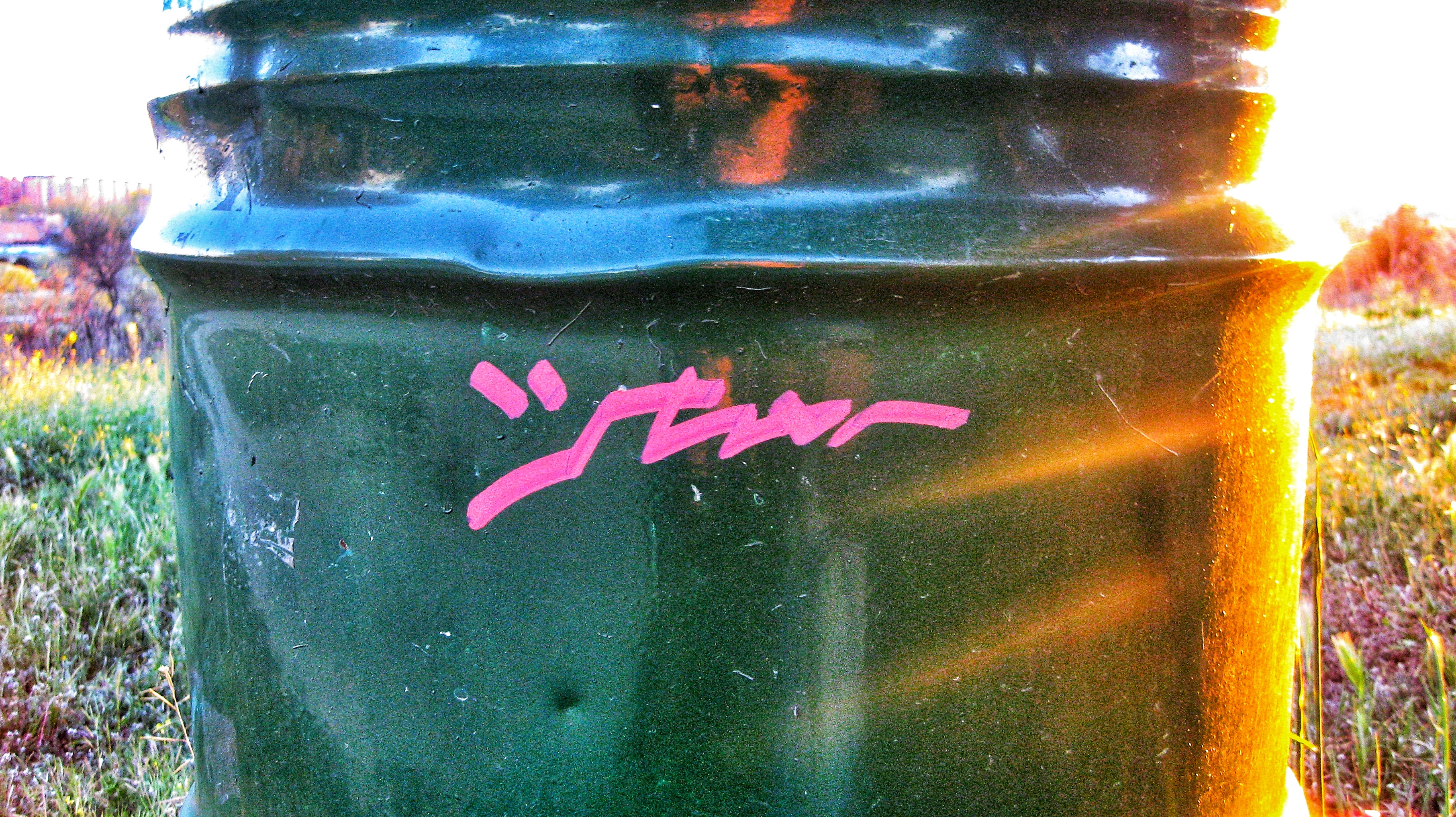
Firma Swar en Madrid

Hacia 1971, el tagging, o hitting, como lo conocían, comenzó a entrar en los trenes del metro de la ciudad de Nueva York; en 1971 las primeras firmas aparecieron sobre el exterior. Las tempranas firmas por lo general eran hechas con un marcador tal como el grafitero salió del tren, haciendo un estilo fácil de leer y rápido. El estilo comenzó a desarrollarse con Lee 163, que fue el primer grafitero que escribió juntas las letras para así convertir su firma en un logo. Otros grafiteros tomaron ese estilo, tales como: Fask, S345, troe, karp, Smoke, ersok, kope, y jaone. Habían terminado los días en los que, simplemente, se pintaban nombres en una pared.
Los grafiteros hicieron sus cocheras y apartaderos propios, donde dormían en los metros, los exteriores de los trenes serían bombardeados de la noche a la mañana; y Joe 136, de Manhattan, se coronaría como el primer rey de la línea.
Lee 163 fue el primer grafitero en firmar cada vagón de la línea del Bronx, mientras los demás grafiteros veían cómo rebotaban de un lado a otro de la línea sus vagones. Incitados por esto, Phase 2 y su primo comenzaron a pintar todos los vagones convirtiéndose en los primeros reyes en el Bronx.
En un giro irónico, los primeros reyes de Brooklyn eran el grupo The Ex Vandals. El primer grupo de grafiti fue comenzado por Snake 1 y por Stitch 1 y fue llamado la esquina donde ellos pasaban el rato reunidos; Writers Corner 188 (Esquina de grafiteros 188), o WC 188.
Si se andaba con ellos y pintaba entonces se tenía el honor de firmar el nombre del grupo después de su nombre.The Ex Vandals fue creado en Brooklyn con el objetivo exclusivo de misteriosamente despertar el nombre de la noche a la mañana.
Grafiteros legendarios como Dino Nod, Lazar, y Wicked Gary representaban al grupo de la forma más agresiva poniendo en cualquier lugar su firma y luego la del grupo. Ellos eran los más famosos desde sus respectivos barrios hasta los barrios vecinos, a los que venían por turismo (ir a pintar otros barrios); ponían su firma en los lugares más altos o inaccesibles.
Otros grafiteros que ganaron la fama en 1971 fueron las primeras mujeres en entrar en las filas del grafiti, Eva 62, Barbara 62; Michele 62 se les unió más tarde. Ellas grafitearon en todas partes de la ciudad tanto o más como algunos grafiteros principales del momento.

### Estilos
En 1972, el primero en usar nubes o pompas alrededor de una firma fue SuperKool 223, quien tomó este diseño de la burbuja de los bocadillos de los cómics. Baby Face 86 era el primero en usar una corona sobre su firma en Nueva York.
Cat 2233 era el primer grafitero para utilizar el término "Ism", (que significó más de uno) en el final de su nombre.Topcat 126 se mudó desde Filadelfia a Nueva York y desarrolló un estilo de caligrafía al cual lo llamó el Estilo de Broadway.
The masterpiece ("la obra maestra"), una firma elaborada y diseñada, (hechas generalmente entre la ventana al tren y el de aterrizaje del tren), fueron los primeros contatos para la evolución del estilo. Las primeras piezas fueron llamadas signature pieces luego conocidos como outlines (grosores) datando de 1971.
Algunos grafiteros le dan el crédito a Barbara 62 y a Glozzy 62 por ser las primeras en realizar el acto simple de contornear sus nombres. Hacia 1972 algunos grafiteros agregaban espirales de los puntos, de las estrellas y del bastón de caramelo que fue hecho famoso por Hondo 1. Super Kool 223 ayudó a los grafiteros a expresar sus nombres introduciendo una boquilla gruesa —un inyector de aerosol industrial— que ensanchó el arco de la pintura.
Los grosores se compenetraron perfectamente con Elegante Broadway, un estilo que había sido introducido a los grafiteros de Harlem por Topcat 126, grafitero de Filadelfia, donde había ya un estilo desarrollado. El estilo de Broadway ofreció letras delgadas largas con las bases planas.

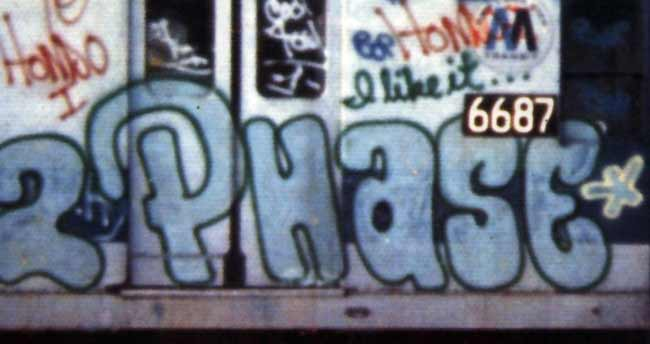
Pintada de Phase 2.

Ahora que el primer grosor había sido establecido, pero sus precursores tuvieron que moldear el grosor en un alfabeto que fuese más maleable. A finales de 1972, Phase 2, un grafitero del Bronx, fue el primero en desarrollar una auténtica obra maestra. Partiendo del diseño básico de la obra de Super Kool 223, escribió su nombre en letras grandes, huecas, pero bien formadas, coloreadas y perfiladas, que bautizó con el nombre de Bubble Letters) (‘letras pompa’), alias Softies (‘suaves’). De este estilo de letras creó posteriormente más variaciones abriendo además el camino a otros grafiteros que continuaron desarrollando las letras pompa.
Los Ex Vandals cubrieron Brooklyn y el resto de la ciudad; Manhattan era la “Meca” para los grafiteros novatos. En 1973, el futuro del arte del subterráneo, entonces grafiti, se prometía sin fin y eternamente optimista; las cosas no eran siempre lo que se parecían. Comenzó así la primera guerra de estilos.
En el año 1973 los Redbirds de IRT (los clásicos vagones rojos de la década de los '70) cubiertos de firmas, las luchas y redecillas comenzaron a explotar en la comunidad del grafiti. La ciudad dio a los grafiteros una nueva esperanza de crecimiento poniendo en circulación nuevas flotas de trenes pintados de color plata y una franja azul.
EL Grafiti continuó en un paso asombroso mientras que más innovaciones empezaron a florecer. La primera pieza con 3D fue pintado por Pistol 1, Flint 707 el legendario grafitero de Brooklyn le siguió y comenzó a realizar sus primeras piezas con 3D. En algunos círculos el grafiti comenzaba a ser visto como arte. Hugo Martínez, el fundador de United Graffiti Artists —con Coco 144 como presidente— comenzó a conseguir la cobertura de medios para establecer un grupo de grafiteros de la élite. Una lista que incluyó: Phase 2, Stay High 149, Stitch 1, Snake 1, Riff 170, Jec Star, Bama, SJK 171, C.A.T. 87 "and sadik" y otros.
En 1974, Richard Goldstein escribió un artículo para una revista de Nueva York hablando del grupo y fotos incluidas de Phase 2, Nova, Snake 1 y del rey de toda la ciudad: Stay High 149. Lanzando a la fama a toda una generación de grafiteros gracias a ese artículo, más fama vino al movimiento de New York City con el lanzamiento de The Faith of Graffiti (la fe de la pintada). El libro que publicaba fotos de firmas arbitrarias con piezas. En un momento en que la mayoría de las innovaciones salían del Bronx a través de grafiteros como: Phase 2, Riff 170, Pel, Tracy 168, King 2 y Pnut 2.
La fe de la pintada se centró en Manhattan. Sin embargo, cada uno convino en que Stay high 149 consiguió sus apoyos legítimos. Los primeros grupos famosos ganaban notoriedad en 1974. No era tan democrática como anteriormente los equipos, en lugar intentando colocar a los mejores grafiteros posibles.
Los IN's y Wanted eran a veces permutables con los grafiteros como Pnut 2, y el Billy 167 que pintaban encima de ambos. El grupo The Crazy Five (Los cinco locos), conducido por el rey de los Wholecars, Blade, convirtió a su propio estilo único y dominado las líneas 2 y 4. Antes de fin de año casi cada vagón había sido pintado y Phase 2 se jubilaba como el rey reinante de estilo.

### Throw ups

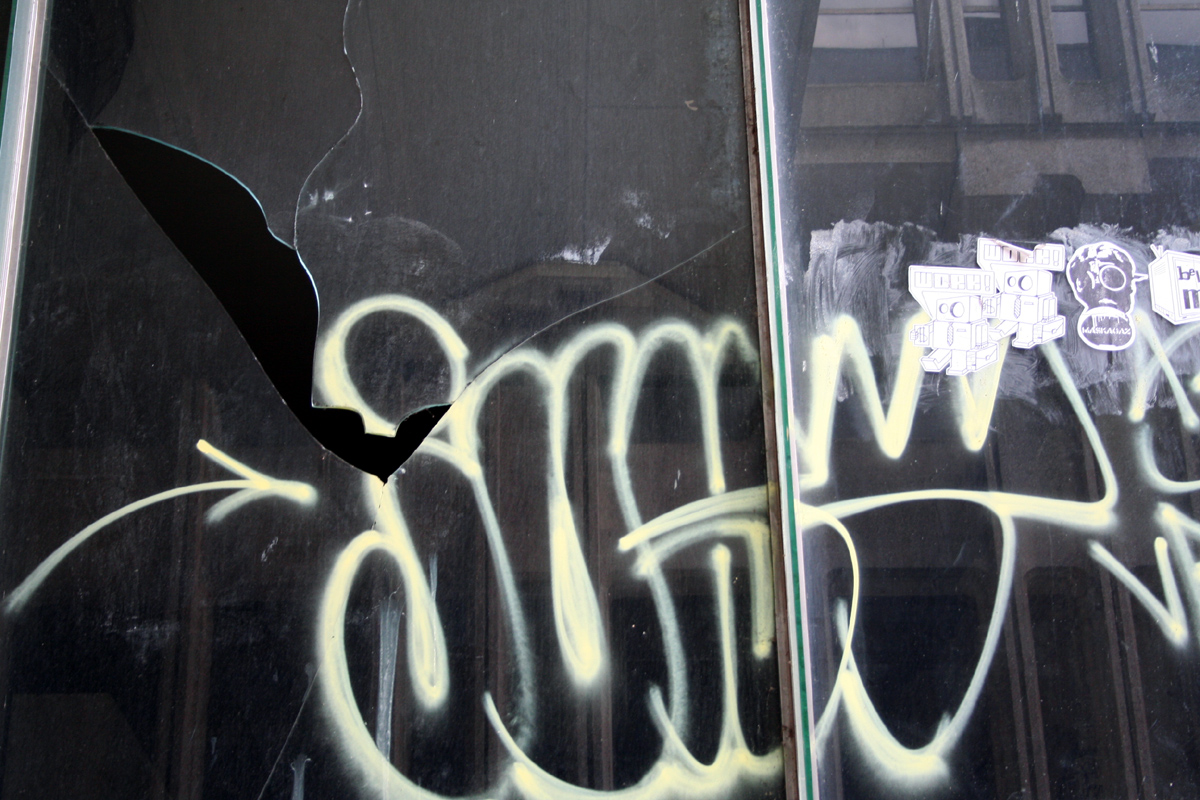
Un típico throw up en Ruan, Francia.

En 1975, el título de All City King (el rey de toda la ciudad) era raro podérselo otorgar a un solo grafitero en ese año, y lo disputaban tres grafiteros, cuyos nombres era muy probable ver en cualquier andén de la ciudad: Temp 169, Los fsk, y Nose.
Los requisitos necesarios para este título honorario habían cambiado desde los días pioneros del Junior 161 y de Cay 161. El grafitero de ahora tenía que matar a las calles y a los trenes, pintar los vagones y bombardearlos enteros de la ventana para abajo, y llenar las líneas enteras de noche con sus throwups (estilo rápido derivado del Bouble). Teniendo en cuenta el tirón que tuvo hacer bombing en las líneas en '74, por '75 había llegado a ser enorme el crecimiento en Brooklyn y siendo los throwups el arma preferida de los grupos como Top, TC, SSB y TMB.
Brooklyn también se desarrollaba y poseía un estilo único que juntaba las piezas con las letras duras dobladas, hechas populares por Uncle John 178, Tear and Tain 1. En esta etapa también hay que remarcar del resurgimiento de los Three Tard Boys con Cliff 159, 3YB y a la comunidad del grafiti se entristecieron con la muerte de Stim 1, la primera fatalidad relacionada con las primeras piezas.
En verano de 1975, según el testimonio de muchos grafiteros, IN decidió recuperar el espíritu de competición apoyándose puramente en la cantidad de piezas que cada grafitero realizara en los vagones de metro. In escogió este nombre porque era corto y fácil y no necesitaba mucha pintura para escribirlo cuantas veces quisiera. Empezó a pintar su nombre en una versión chapucera y desigual de la Letra pompa. Al principio solo pintaba su nombre una o dos veces en cada vagón, pero luego empezó a bombardear los trenes cubriendo vagones enteros con lo que él mismo denominaba My throw ups (mis vómitos). Al principio los grafiteros no tenía a IN en mucha consideración debido a la carencia total de estilo, pero cuando sus vomitados empezaron a contarse por miles, tuvieron que admitir que, con estilo o sin él, IN era el que más se dejaba ver. A medida que la fama de IN aumentaba, otros grafiteros empezaron a adoptar nombre de solo dos letras y a pintar sus propios throw ups. Incluso Jester, uno de los grafiteros con más estilo del momento, cambió su nombre por el de DY para realizar vomitados.
Algunos pintadores combinaban ambas maneras de pintar, apareciendo a veces en forma de throw up y otras en formatos de mayor envergadura, difundiendo con los primeros su nombre y con los segundos demostrando su estilo. Los grafiteros especializados en Whole Cars como Lee o Blade calificaban abiertamente los throw ups como «montones de basura» y se lamentaba de la popularidad que estaban alcanzando, ya que para ellos esto constituía la muerte del grafiti.
IN celebró su throw up número 5000 pintando un vagón entero cubierto de estrellas y colorido como un arco iris, como queriendo demostrar que también podía hacer obras mayores si se lo proponía. Luego volvió a sus vomitados y no paró hasta completar el número 10.000. En ese momento, según Tracy 168, IN fue declarado Rey de todas las líneas. Stan 153 confirma esto mismo: «Consiguió lo que quería. Era el rey de todo. ¡Diez mil obras! No eran bonitas, pero la verdad es que aparecían en todas partes». Tras pintar un vagón entero con el que celebraba su vomitado 10.000 con letras en tres dimensiones, IN se retiró. Cap fue otro de los grafiteros defensores de la cantidad pero actuando de una forma más drástica, ya que generalmente realizaba sus throw ups encima de la obra de otros grafiteros defensores de la calidad, por lo cual no obtuvo el respeto de la mayoría de los grafiteros como ocurrió con el caso de IN.

## Grafitis en Europa

### España

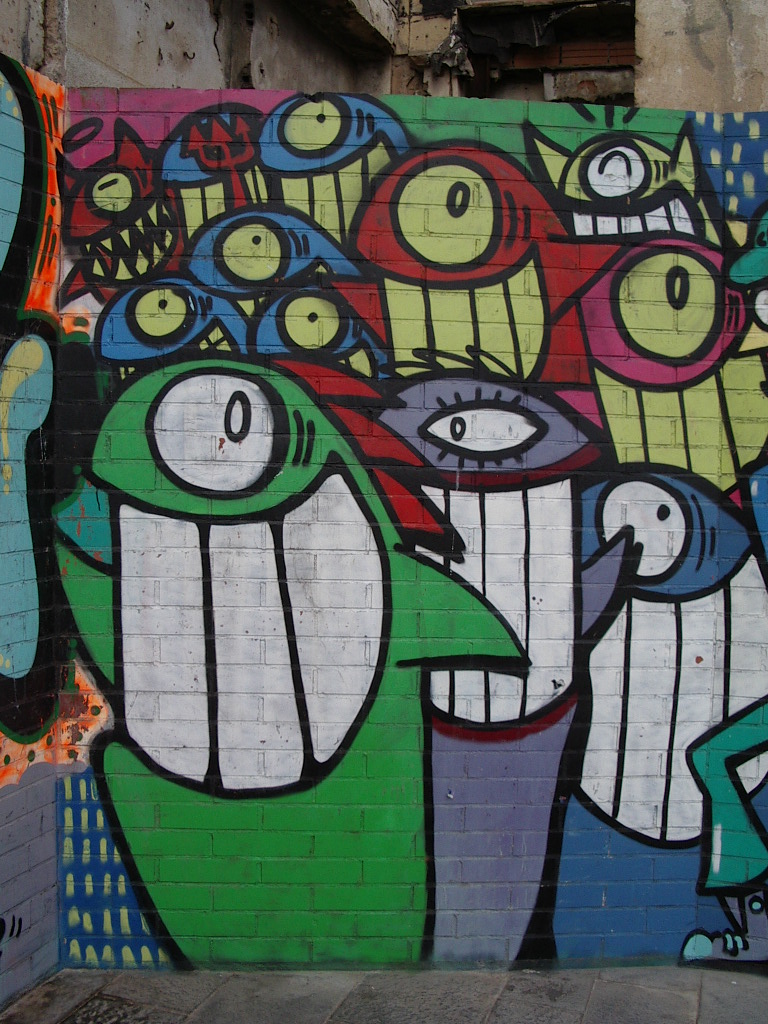
Aerosol del Pez, en Barcelona.

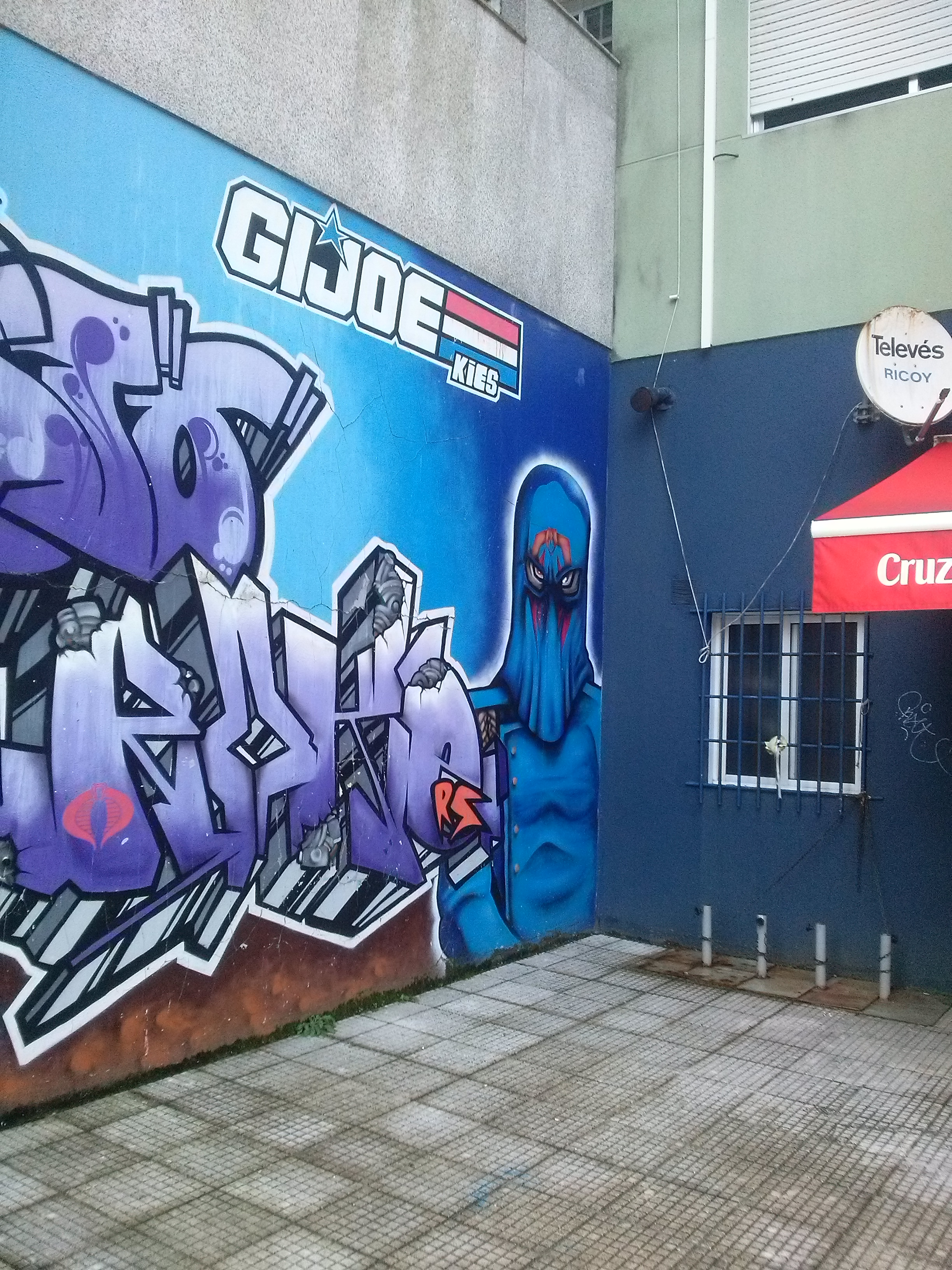
Grafiti en la ciudad de Vigo con la imagen del Comandante Cobra.

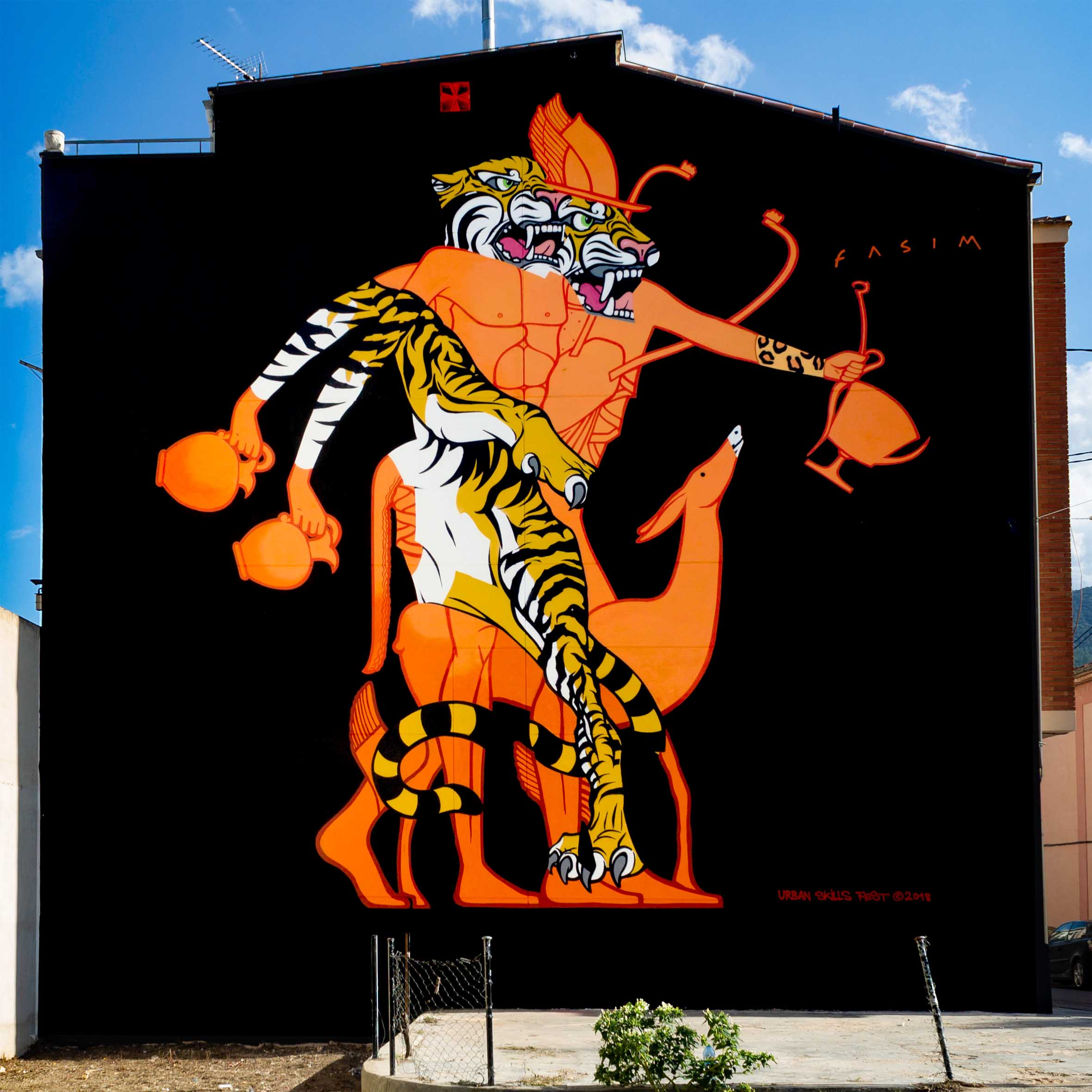
Grafiti de Fasim en la ciudad de Alcoy, en 2018.

Antes de la existencia del movimiento actual, el grafiti existía en su estado antiquísimo, con lápices u objetos punzantes, hasta el punto de que ciertos arquitectos españoles hacían los paramentos de los edificios con terminaciones de difícil ataque por los grafiteros (sin prever la aparición del aerosol).
En España el tagging con aerosoles empezó de una manera peculiar, denominado como "estilo flechero" al parecer espontáneamente, mientras que en el resto de Europa fue por influencia estadounidense.
En Barcelona el grafiti fue iniciado en los años 80 siendo la visita de Futura 2000, y la exposición de Henry Chalfant en la Sala Transformadors determinantes en el desarrollo con el grafiti y el arte urbano español y primera toma de contacto con el movimiento original del que surgirían los primeros artistas urbanos de la península, amparados en el grafiti, entre ellos destaca el nombre de Fasim (Germán Bel), miembro de una de las crews más importantes mundialmente, los 156allstarz.
A principios de los años 1980, en plena movida madrileña, varios jóvenes se pusieron a escribir en las calles, los metros, las estaciones, etc., con sus rotuladores primero y después con aerosol.
Muelle (Juan Carlos Argüello) fue el primero en aparecer alrededor del año 1980 y en los cuatro años siguientes le siguieron otros como Bleck La Rata y Glub. Era un movimiento descontrolado, con mucho respeto entre los grafiteros. Se les denominó como grafiti autóctono madrileño. A esta corriente también se la ha llamado a veces despectivamente «flecheros», por la inclusión de flechas en sus firmas.

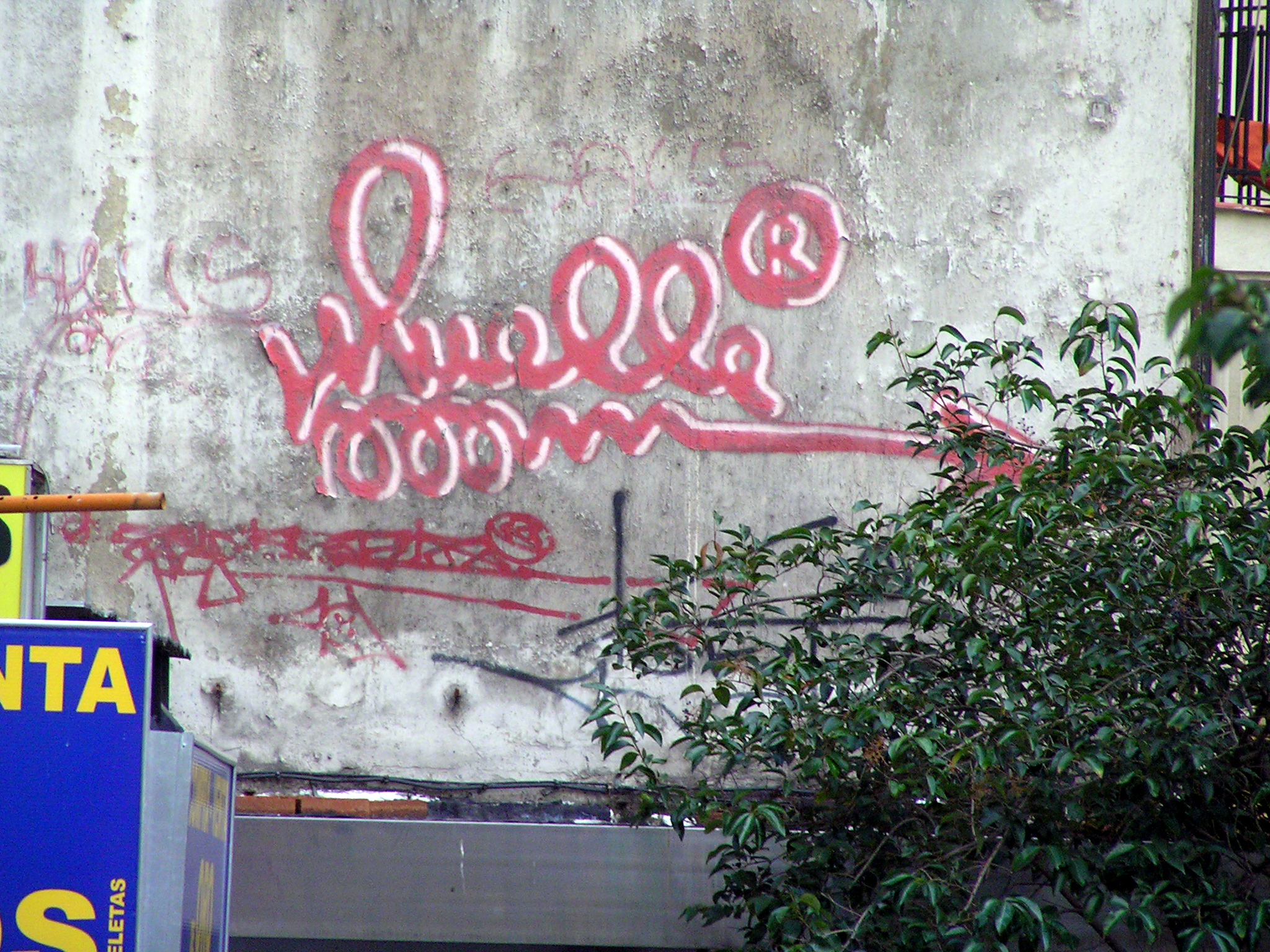
Firma de El Muelle en la calle de la Montera de Madrid. El Muelle fue un pionero del grafiti en España.

Durante 1982-1983, se extendieron los estilos de grafiti más similares al estilo del resto de Europa y de Estados Unidos: pintadas, trenes, metros y todo. Siendo de gran importancia el grupo CNB, con figuras importantes e influyentes como KOOL, JASTONE; SNOW, SEONE, ZAUKO, OVES, OVER, SEAK, JAVE... Entre estos últimos, Oves protagonizó la película "Graffitero en apuros, huye saltando muros" presentada en el Festival de Sitges, en el año 1986, situándose en la vanguardia del cine de la época.
Como grupos a finales de los 80 y principios de los 90 cabe destacar a SPC y PTV en Madrid, CNB en Valencia los cuales realizaron gran parte de los metros en esa época. Y a DTY y A3 en Barcelona.
Los años 90 en España están profundamente marcados por la aparición de una marca de aerosoles de pintura especializados para grafiti, MONTANA, los cuales han permitido la accesibilidad a todos los escritores a una pintura de calidad y un precio asequible, anteriormente toda la pintura era sustraída en grandes superficies o ferreterías.
También es importante destacar el papel que ha tenido Writers Madrid dentro del grafiti madrileño. Una tienda pionera que inició su actividad en 1999 y que a día de hoy sigue activa apoyando a todos los escritores de grafiti y promoviendo todas las vertientes de este movimiento.

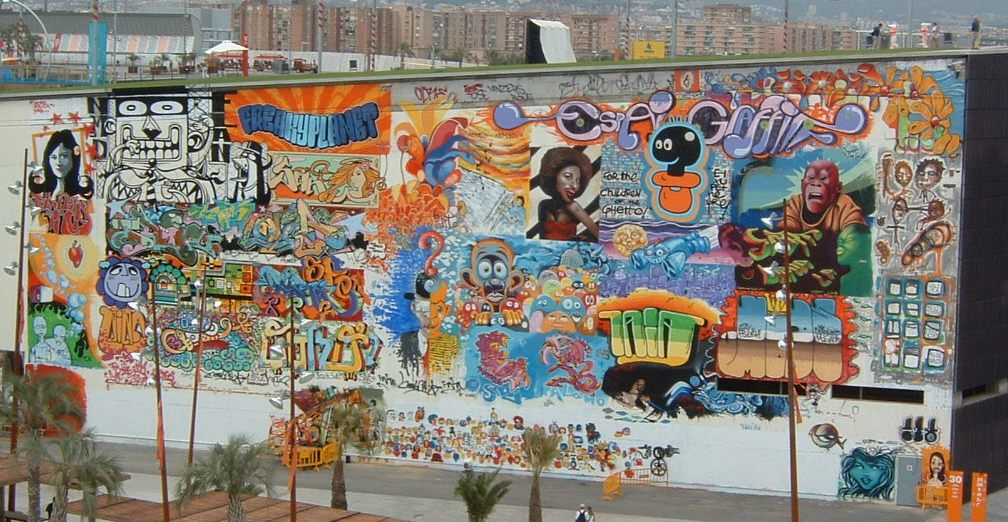
Espacio reservado para grafiti legal en el Fórum Universal de las Culturas, Barcelona, 2004.

Como grupos importantes en los años 90 en España, cabe destacar en Madrid a CEX, KR2, TBC, en Barcelona a grupos como TSK, en Sevilla GAS, en Valencia LSS, UKC, TFK, CNB y Teruel PMS, CTC, VSK (BALS, SAR, OVER, OVES...) también grupos formados por escritores de varias ciudades, como, los GIPSY KINGS, (nace como grupo en el 2000) con escritores de Valencia,Mallorca y Madrid(Hanem, Drim, Scawt, Hock, Atek). ALTO CONTRASTE formado en 2001 con escritores de Salamanca y Cáceres (Agu, Slop, Eseon, Ares, 8a, Thone, Sonbaty). Hay marcas de pintura especializada, como Montana Colors, que patrocinan a artistas de grafiti. Se publican revistas y vídeos sobre el tema. Muchas autoridades locales destinan algunas superficies para la ejecución de grafiti e incluso financian concursos, exhibiciones o festivales de grafiti dentro de sus actividades culturales.
La existencia de plataformas como Urban Art Festival o también Cultura Urbana (cada año), posibilita la organización de eventos en distintas ciudades repartidas por toda la geografía peninsular, introduciendo nuevas fórmulas en el grafiti, con la participación de artistas nacionales e internacionales del mayor nivel, consiguiéndose grandes producciones como las acontecidas en Gran Canaria o Sevilla.
Se han publicado en España varias películas caseras mostrando faenas en vivo de grafiteros españoles. Durante la década de los 2000, películas como Cebovideo 2 o Barcelona bajo tierra adquirieron notoriedad mediática por su particular énfasis en el vandalismo.
En 2013 se publicó la novela El francotirador paciente de Arturo Pérez-Reverte, basada en el mundo del grafiti. En ella se hacen referencias a Muelle y al estilo "flechero". Unos de los personajes de la novela suelen escuchar Violadores del Verso, además de SFDK y CPV.
Actualmente, no hay ciudad española en la que no haya, al menos, un mínimo movimiento grafitero. Entre el año 2015 y 2016 se importa a España el llamado "ignorant style", estilo descuidado que tiene una estrecha relación con la aparición de la música Trap, impactando sobre todo en la ciudad de Barcelona.

## Grafitis en América

### Argentina
El arte urbano o callejero es una nueva forma de expresión para muchos artistas. Pero en Argentina, el arte callejero no siempre fue aceptado.
Se fueron realizando distintos proyectos y tareas para conseguir el apoyo de las autoridades y lograr llevar adelante el nuevo proyecto de embellecer la ciudad.

### Colombia

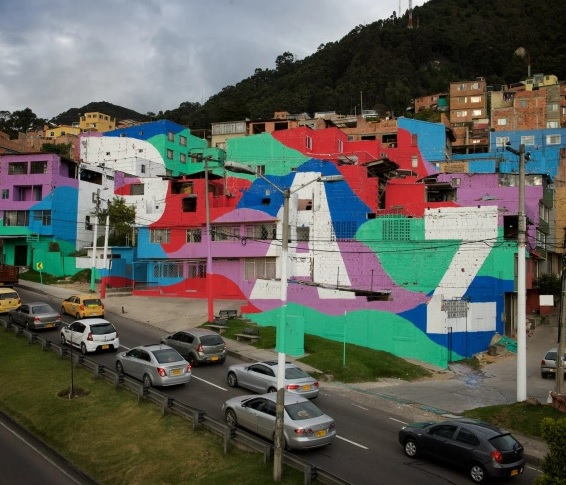
Mural gigante de Seb Toussaint, en Bogotá.

En la década de los 80 los grupos armados usaban los murales para dejar advertencias a la ciudadanía en los barrios periféricos de la comuna 13 en Medellín. Para la década de los 90 grupos de grafiteros se apropiaron de los murales de los barrios las Independencia I y II, plasmando mensajes de paz, esta actividad es reconocida como proceso de transformación social a través del arte y es el origen al actual corredor turístico de la comuna 13 conocido como “grafitour”. Actualmente Bogotá tiene algunas zonas artísticas de presencia internacional como lo es el "Distrito Grafiti" en La localidad de Puente Aranda. También hay algunas zonas como La Candelaria, Santa Fe, La avenida Calle 26, también la localidad de Ciudad Bolívar ubicada en el sur de la ciudad y conocida por sus barrios marginales donde artistas locales intervienen por medio del arte y embellecimiento de los barrios gracias al grafiti y entre otras zonas de la ciudad con mayor concentración del arte mural.

### México

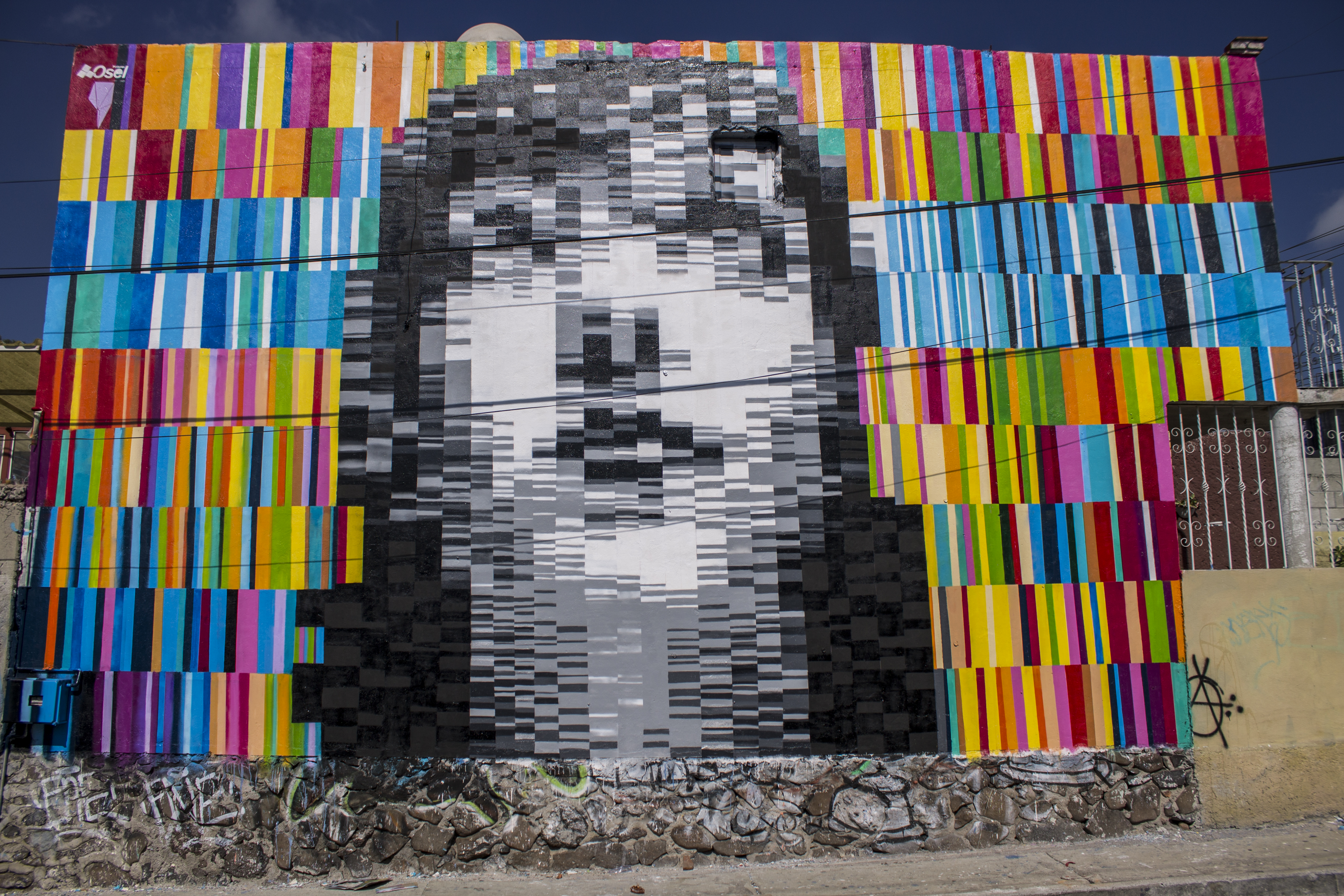
Mural en Querétaro, producido por Nueve Arte Urbano.

Las manifestaciones de Street Art en México se iniciaron a finales de la década de los 80's en la Ciudad de México, dentro de los edificios multifamiliares del norte de la ciudad y las líneas del metro. Desde entonces, el arte urbano y el grafiti ha conformado una parte esencial de la identidad barrial en las distintas delegaciones en la metrópolis. Actualmente existen distintas asociaciones y colectivos que se dedican a la proliferación de espacios para el arte urbano en la capital mexicana, más allá de las fronteras de la capital, Querétaro se ha perfilado como uno de los máximos referentes de arte urbano en la república mexicana (gracias a los festivales de arte urbano que alberga la ciudad). Otras ciudades punta de lanza en este fenómeno cultural son Juárez, Puebla, Cholula, Tijuana, Pachuca y San Miguel de Allende.
Asimismo, existen medios, como All City Canvas, especializados en la difusión del arte urbano, tanto en México como en Latinoamérica y el resto del mundo. Así es como se ha conseguido crear un lenguaje universal en torno a esta manifestación artística. Incluso, en 2012, ellos fueron los primeros en organizar un festival de street art en México que buscaba unir esfuerzos internacionales y crear obras durante una semana en Ciudad de México. En los últimos años han producido varios murales en colaboración con talentosos artistas como Vhils, It's a Living y Bier en Brood, como parte de All City Canvas Global Series en diversas ciudades de México y Estados Unidos. El objetivo de la iniciativa es crear impacto en la sociedad a través de una pieza a gran escala.

### Uruguay

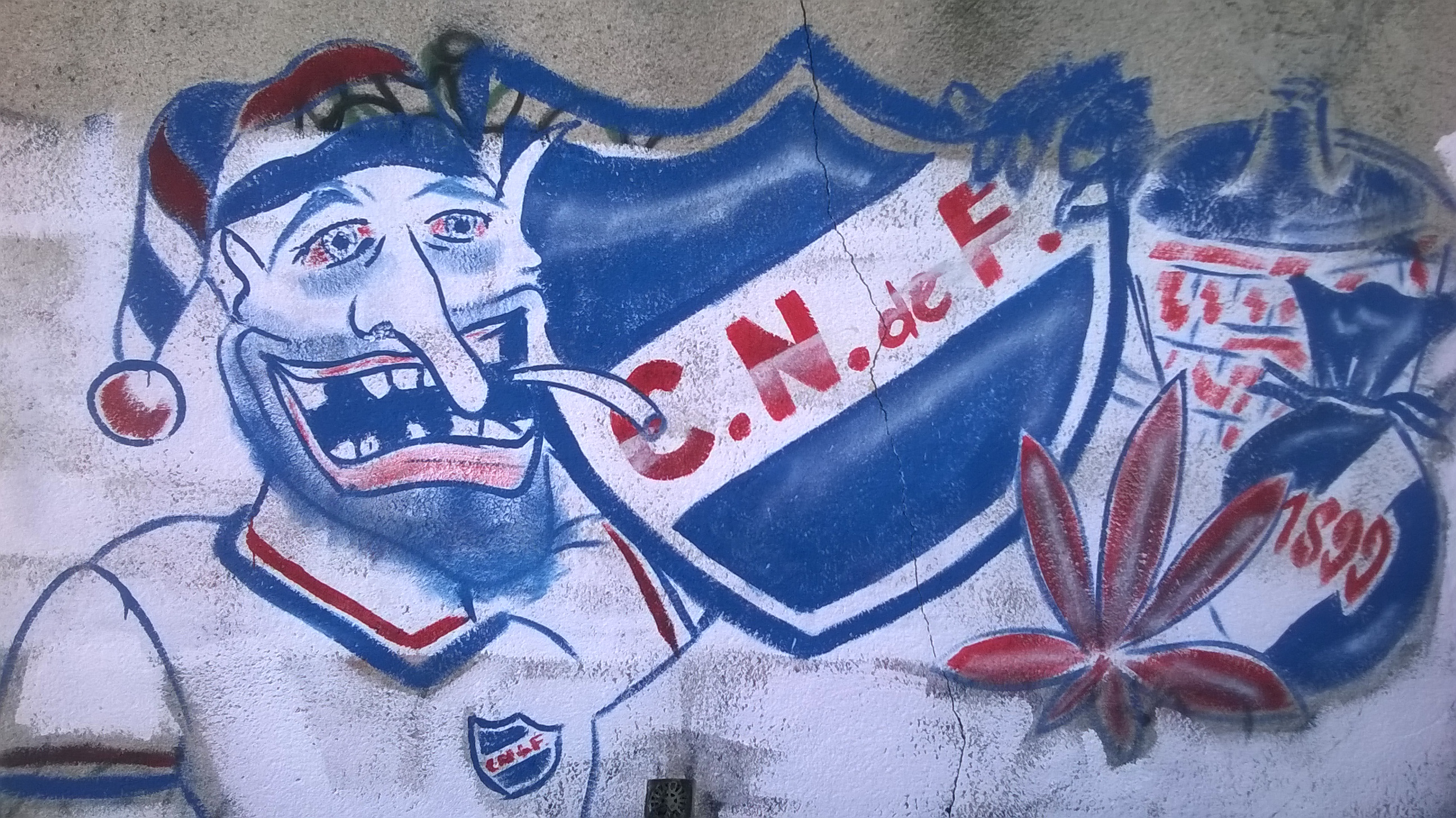
Grafiti realizado por hinchas de Nacional, en Montevideo.

En Sudamérica, y particularmente en Uruguay, el arte urbano o callejero está asociado a reivindicaciones políticas o a vínculos futbolísticos.
Si bien hay artistas que despliegan su arte por el país, sobre todo en Montevideo (la capital de Uruguay), el arte callejero está asociado a los militantes políticos o a las hinchadas de fútbol, mayoritariamente a las de Nacional y Peñarol.
Felipe "Plef" Cabral:
Alguien destacable es Felipe "Plef" Cabral, un reconocido artista callejero uruguayo. Plef fue conocido tanto por sus murales y grafitis en Montevideo como por su activismo social y político. Su trabajo reflejaba temas de justicia social, memoria histórica y lucha revolucionaria, lo que lo convirtió en una figura influyente en la cultura urbana de Uruguay. Además, como hijo del músico Chichito Cabral, Plef integraba en su arte una fuerte identidad cultural y un compromiso con las causas sociales. Fue asesinado en 2019 mientras documentaba una de sus obras 

### Venezuela

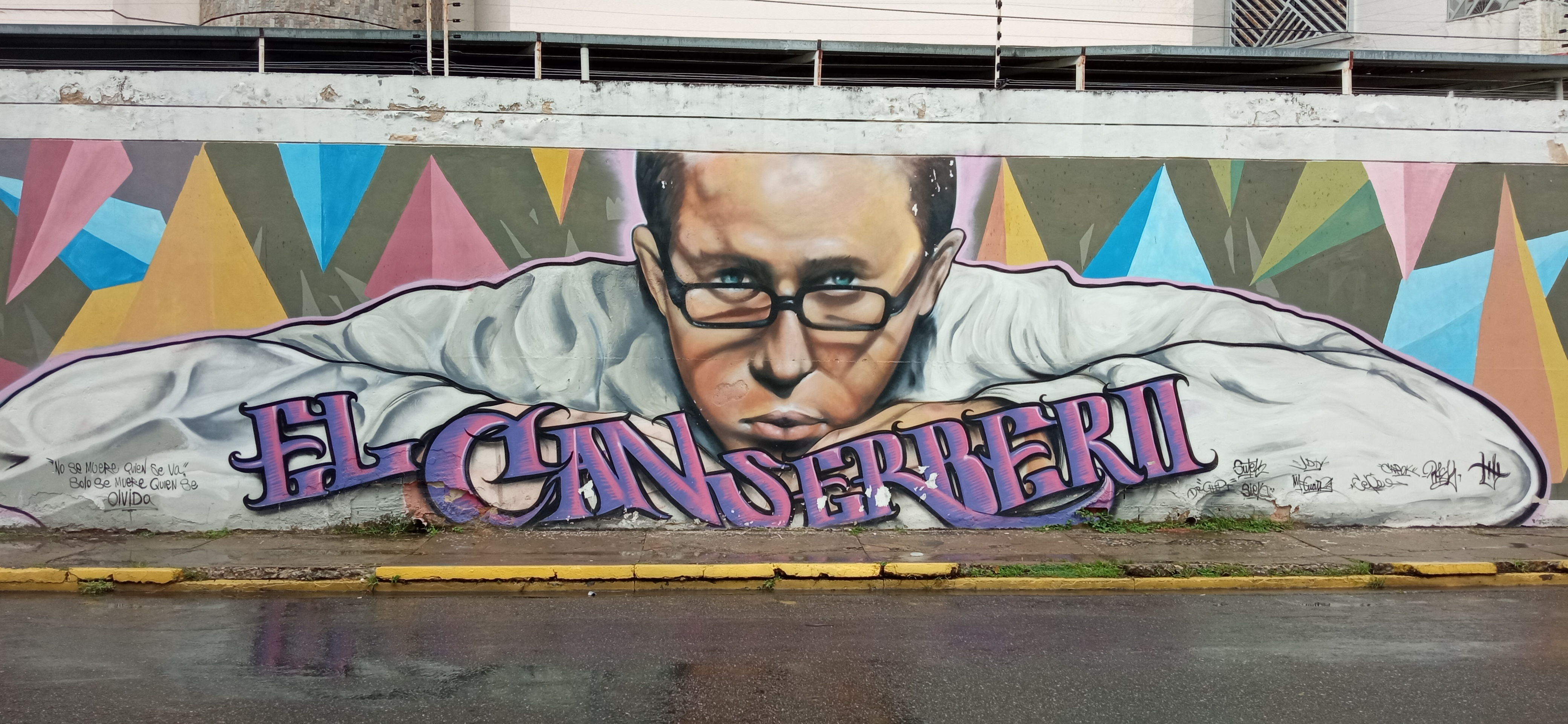
Grafiti del rapero Canserbero en la avenida Las Delicias de Maracay.

Para los años 90 el arte urbano se dio a conocer por medio de los llamados ‘grafiteros’. Este grupo llenó las calles venezolanas de trazos llenos de colores. Ya fuese que plasmaran sus apodos o pinturas realistas, estas obras propiciaron una expansión de esta cultura.
A partir de entonces nacerían varios crews o grupos de grafiteros que se apoderarían de numerosos espacios urbanos. La mayoría se valía de la clandestinidad para pintar distintas propiedades del país: personajes, caricaturas, sátiras políticas o firmas abundaban en las ciudades venezolanas entre ellas Caracas y Valencia.

## Postaerosol o arte urbano
Aunque existen precedentes, a partir de finales de los años ochenta y en especial en los años noventa se fueron adoptando nuevas técnicas como la aplicación de aerosol con plantillas, y el pegado de carteles y pegatinas. Así parte del trabajo artístico se hacía en casa o en el taller. Luego, en la calle, el trabajo se hacía más rápido, reduciendo el tiempo que el artista está expuesto a ser detectado.
A día de hoy también está cobrando un gran protagonismo, dentro del movimiento del grafiti y del street art, el grafiti mural en grandes fachadas y en diferentes espacios públicos.

Grafiti en las calles de Santa Ana, California.

Los grafitis tradicionales, los vinculados a la cultura hip hop, han seguido evolucionando, a veces influidos por el postgrafiti/arte urbano, a veces con total independencia.

## Técnicas relacionadas

### Inscripciones en corteza de árbol

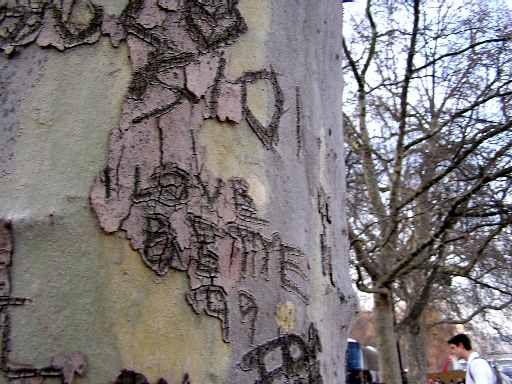
Grabado en corteza de árbol.

Frecuentemente se asocian a declaraciones de enamorados, ideologías, aunque pueden transmitir muchos otros mensajes. Es una práctica arriesgada para el árbol, ya que una incisión profunda, o un anillo que abarque casi todo el ancho del tronco puede dañarlo e incluso acabar provocándole la muerte. El artista neerlandés Influenza, encuadrable dentro del llamado arte callejero (street art), desarrolló en 2003 una serie de acciones en la corteza de árboles situados en lugares públicos y posteriormente recogió las fotos de estas acciones en un pequeño libro autopublicado que tituló Treeffiti. Desde entonces el término se ha usado ocasionalmente para denominar este tipo de intervención, normalmente cuando tiene una intencionalidad más cercana al espíritu del grafiti o del street art que a las tradicionales inscripciones de enamorados. Esta técnica es una de las menos usadas.

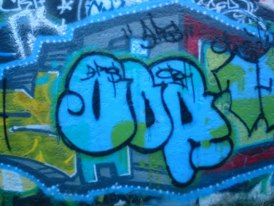
Grafiti en las calles de México.

### Cristales rayados
Últimamente los cristales rayados por llaves u objetos punzantes, se han convertido en una expresión de arte poco aceptada.
Es una modalidad del arte callejero, la cual entretiene al grafitero durante su trayecto, como tren, autobús, etcétera.

## Grafiti y comunicación social
El arte del grafiti se extiende en el análisis de los elementos léxicos y visuales que lo definen. Pero como todo arte, no se adhiere únicamente a estos aspectos. A pesar de presentarse como palabras, letras o dibujos, el espectador nunca podrá ver estas exclusivamente como tales. El grafiti es más que una experiencia visual, es también una experiencia temporal y espacial (Lynn y Lea, 2005). Existe un conjunto de condiciones (localización, momento, influencia social, acontecimientos políticos y culturales, acontecimientos personales, etc.) que coinciden en un momento en el tiempo y que definen aquello que la pieza artística transmitirá al espectador. Este conjunto de condiciones, que no se observan explícitamente, se esconden detrás de un grafiti y son plasmadas espontáneamente mediante un aerosol o rotulador sobre una pared, muro o semejante y a través del uso de letras, palabras o dibujos.
Bajtín introdujo un concepto clave que, sin ser la intención del autor, nos ayuda en la conceptualización del grafiti desde la psicología de la comunicación. Para él, la inmediatez del momento hablado recibe el nombre de ”utterance” (en español se traduce como “palabra”, “declaración” o “expresión”) y todas las “utterances” son heteroglosicas. La palabra “utterance” hace referencia a aquello que se dice, la unidad del discurso, y con relación al grafiti, es aquello que se escribe o dibuja, la pieza. El término heteroglosia (heteroglossia en inglés) hace referencia a la cualidad de ser contextualmente dependiente. Cada palabra hablada o escrita reúne y está influenciada por una serie de condiciones históricas, políticas, meteorológicas, psicológicas, etc. que le darán un carácter único al significado de esa palabra siendo a su vez diferente del significado que tomará la misma palabra expresada bajo otro conjunto diferente de condiciones.

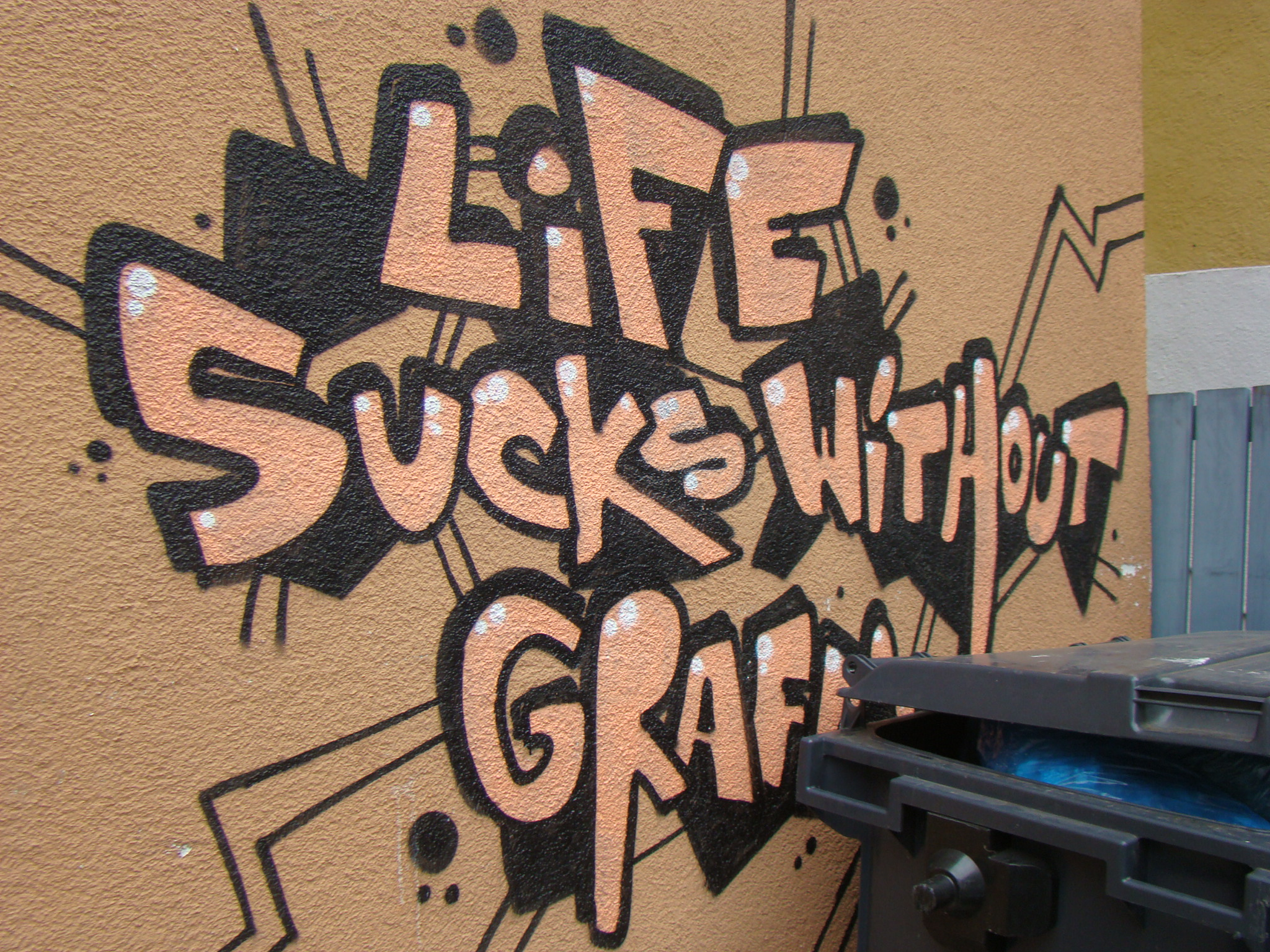
"La vida sin grafiti apesta".

Así, el grafiti se caracteriza por ser un arte que no solo se limita a expresar los elementos léxicos y visuales que todos vemos y que son obvios, sino que transporta consigo una serie de condiciones anteriormente citadas que el espectador es capaz de absorber mediante la visualización de este tipo de expresión artística.
En relación con la heteroglosia mencionada anteriormente, cabe remarcar la importancia que adquieren en este contexto los mensajes implícitos, el significado de los cuales no es obvio ni evidente y su comprensión requiere un nivel más profundo de conocimiento: “Las percepciones de los espectadores, su comprensión sobre lo que está ahora ante ellos, están estrechamente ligadas con su conocimiento y con la experiencia del área, de los individuos, de las culturas y de las subculturas de estas áreas. (…) Como percibimos y entendemos el mundo social de nuestro alrededor depende del grado en que somos informados sobre lo que vemos y experimentamos”. (Billig, 1996: 121).

## Documentales y película
- Wild Style (1983)
- Arte de Garabatos (2009)
- Style Wars (1983)
- Piece by Piece (2005)
- Arte de la Calle (2014)
- Infamy (2005)
- Bomb It (2007)
- Pixo (2009)
- Exit Through The Gift Shop (2010)
- Pinto con lata (2012)
- Basquiat (película) (1996)
- Gimme the loot (2012)
- Bomb the system (2002)
- Exit Through the Gift Shop (2010)
- Bienvenido Mr Banksy (2021)